# Пинск
Пинск (бел. Пінск) — город областного подчинения в Брестской области Беларуси, расположенный у слияния рек Пина и Припять. Административный центр Пинского района. Численность населения на 1 января 2025 года — 124 008 человек.
Пинск — крупный культурный и промышленный центр Полесья. Исторически значимый населённый пункт региона.

## Этимология
Название дано по расположению на реке Пине, левом притоке Припяти; гидроним от основы пин — остановка, пристань, водоворот на реке, запруда. По другой версии название реки связано с древнеиндийским pinas — жирный, толстый, плотный. Согласно ещё одной версии, гидроним Пина имеет иллирийское происхождение и означает «болото, топь, тина, грязь, ил».

## Геральдика
Герб Пинска утверждён решением Пинского городского Совета народных депутатов от 21 июня 1994 года № 421. Зарегистрирован в Гербовом матрикуле Беларуси 21 июня 1996 года № 2.
Флаг Пинска учреждён Указом Президента Беларуси от 2 декабря 2008 года № 659 и зарегистрирован в Государственном геральдическом регистре Беларуси 23 января 2009 года № Б-156.

## История

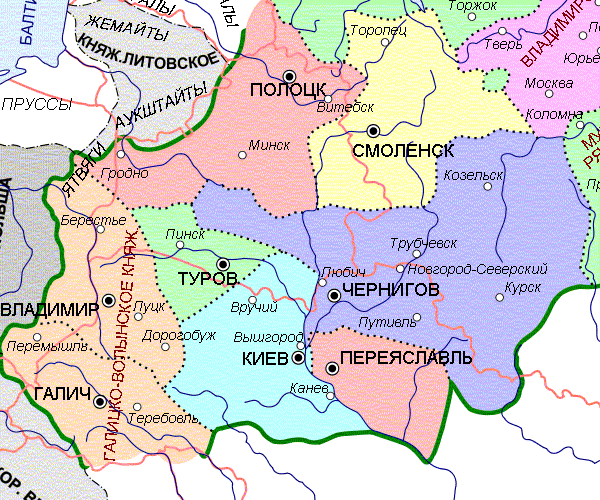
Пинск в составе Туровского княжества в начале XIII века

Днём рождения Пинска считается 5 ноября 1097 года — зафиксированная в летописи как город Пиньск (там же Пинеск). В списке середины XVII века в составе Киево-Печерский патерик под редакцией Иосифа Тризны имеется комплекс Туровских уставов, в состав которого входит уставная грамота о поставлении Туровской епископии, согласно которой князь великий киевский Василий (Владимир Святославич) в лето 6513 (1005) года придал Туровской епископии вместе с другими городами и Пинск.

### В составе Туровского княжества. XI, XII, XIII века
Поселение было в составе Туровского княжества, в период XI—XIII веков:
- 1005: упоминание в уставной грамоте о поставлении Туровской епископии.
- 1097: первое летописное упоминание Пинска (Пинескъ) в «Повести временных лет».
- 1174: столица самостоятельного Пинского княжества.
- 1183: упоминание пинских князей — Ярослав (1183) и Ярополк (1190). Пинск находился тогда в центре Туровского княжества, имел торговые связи с Волынью, Средним Приднепровьем и другими областями (краями) Руси.
- 1263: письменное упоминание о православном храме — монастыре в предместье Леще.

### В составе Великого княжества Литовского. XIV, XV, XVI века
- 1320: князь Гедимин присоединяет Пинское княжество к Великому княжеству Литовскому.
- Конец XIV века: Пинескъ на Пинѣ упомянут в летописном «Списке русских городов дальних и ближних».
- 1396: общепринятая дата основания в Пинске костёла францисканцев.
- 1471: в городе правит князь Свидригайло — сына Семёна Олельковича, который принадлежал к роду Гедимина. Большое количество грамот позволяют ссылаться на первые упоминания деревень Пинщины.
- 1521: король польский и великий князь литовский Сигизмунд I передал Пинск своей сыну королём Сигизмундом Августом. На Полесье он известен того, что он активно начал проводить аграрные реформы.
- 1527: перед стенами Пинского замка остановлен поход отряда крымских татар[14], которые уничтожили северо-восточную часть Пинска. Это был последний набег татар[каких?][куда?].
- 1566: второй по значимости город Брестского воеводства.

### В составе Речи Посполитой. XVII, XVIII века
- 1569: после объединения Литвы с Польшей в Речь Посполитую Пинск стал центром Брестского воеводства.
- 1581: 12 января получил Магдебургское право и печать мейскую: «В красном поле „барочного“ щита золотой натянутый лук, стальной наконечник стрелы направлен влево», изображение которой позже станет гербом города.
- 1631—1675: строительство иезуитского коллегиума.
- 1648: восстание горожан против прихода католической веры. Войска Богдана Хмельницкого были приглашены в качестве наемников, но сбежали, как только увидели, что к городу подходят войска Януша Радзивилла. При подавлении восстания было убито от 3 до 5 тыс. человек и сожжено значительное число домовладений[15].
- 1655: во время русско-польской войны 1654—1667 войска Ф. Ф. Волконского 25 сентября заняли Пинск, разграбили его и сожгли.
- 1660: русский отряд во главе с шотландцем Джеймсом Абернети (Яковом Обернятиным) взял Пинск и пленил местную шляхту.
- 1705: на средства князя Михаила Вишневецкого и его жены Екатерины основан католический костёл бернардинцев. Просуществовал до 1832 года.
- 1710: в Пинске, Парохонске, Плещицах, Морозовичах, Лопатине, Колбах побывал Василий Никитич Татищев — автор пятитомной «Истории Российской», учёный, дипломат, путешественник.
- 1717: в Пинске великий гетман литовский Михаил Серваций Вишневецкий построил монастырь бернардинцев.
- 1782: на северо-восточной окраине пинского предместья Каролин построен каменный костёл, известный сейчас как костёл Карла Барамея.
- 1784: Пинск посетил король польский Станислав Август Понятовский, который присутствовал на церемонии закладки первого камня Дворца Бутримовича.

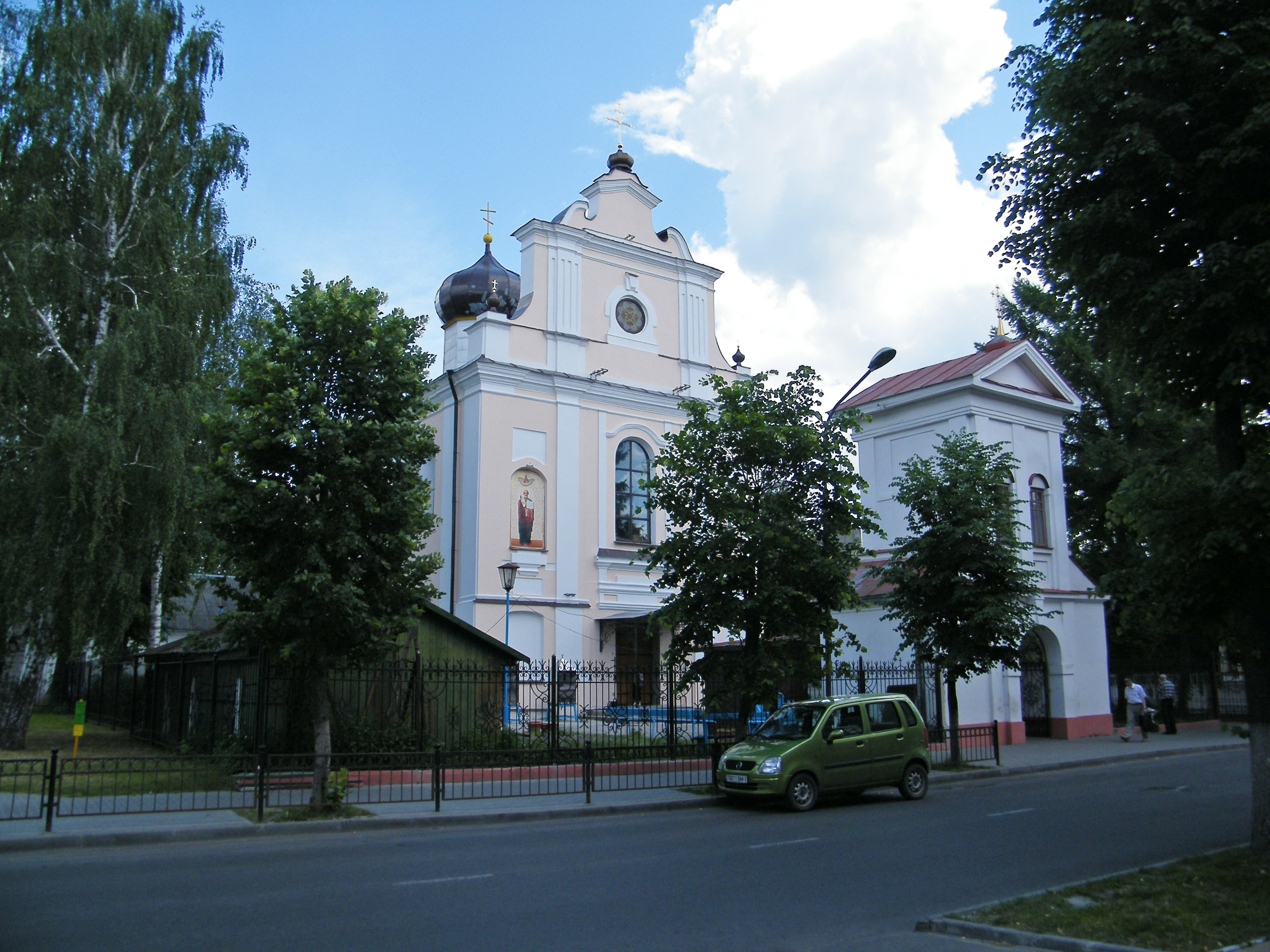
Свято-Варваринский собор
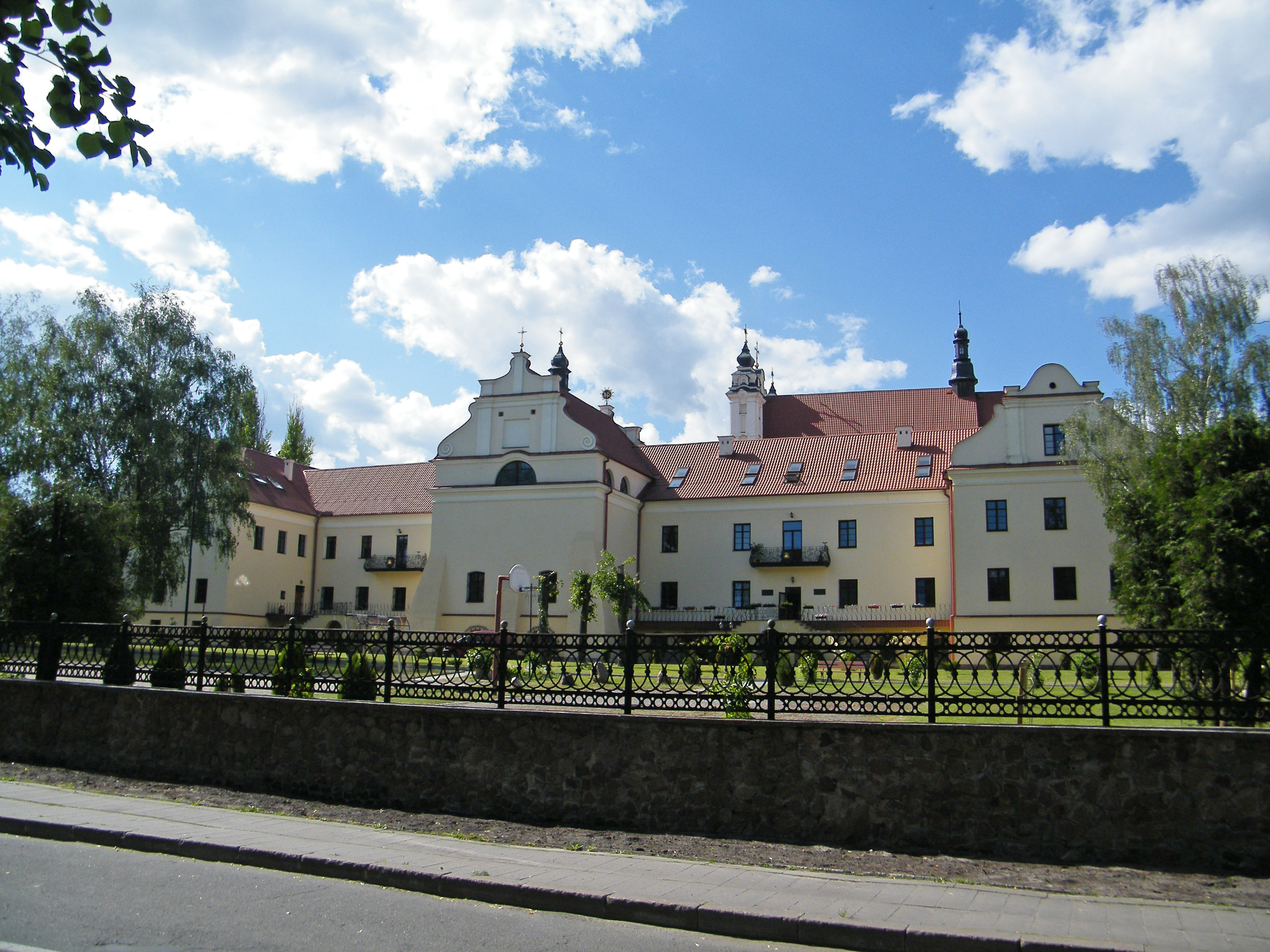
Бывший монастырь францисканцев
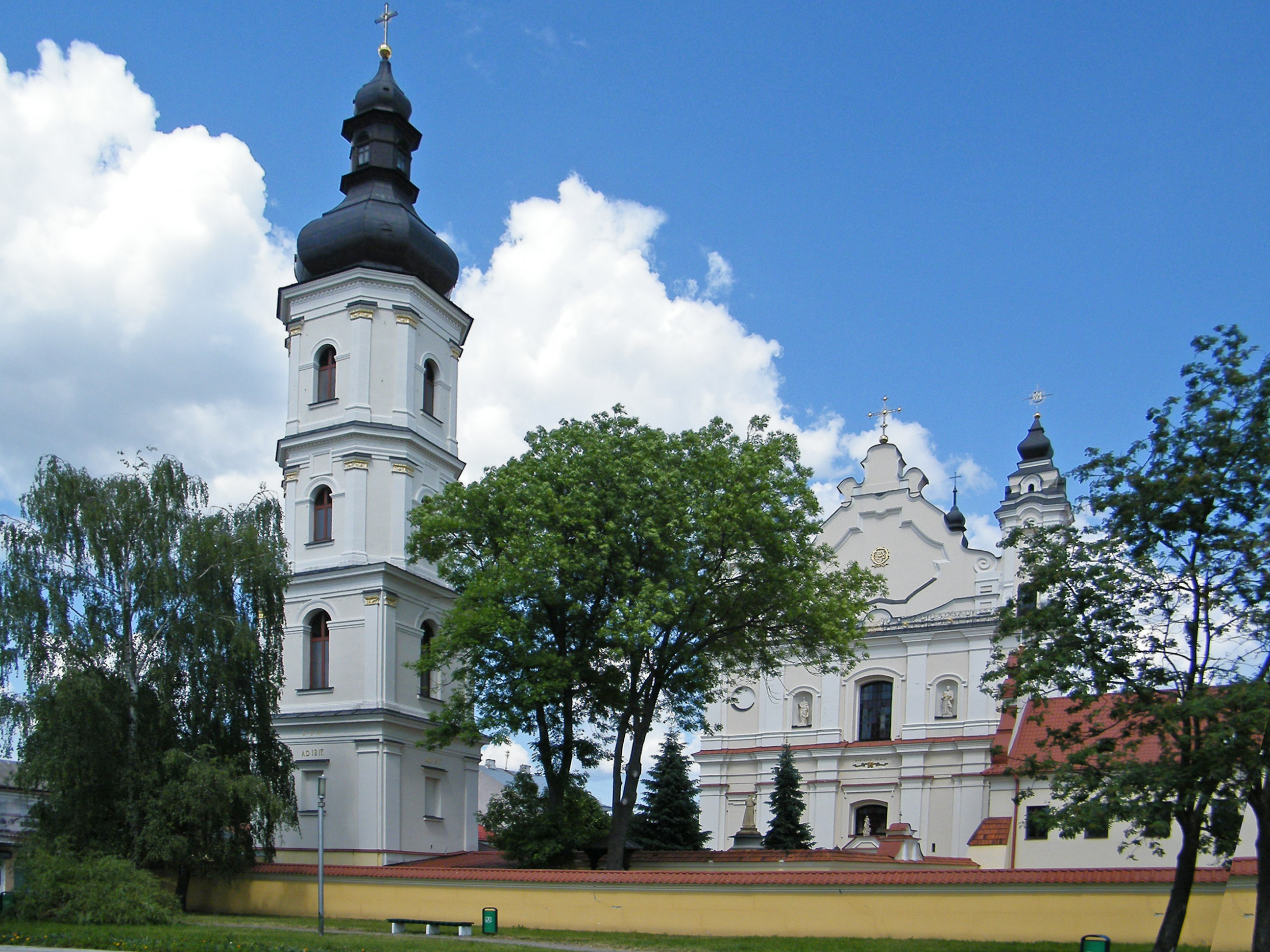
Костёл Успения Пресвятой Девы Марии
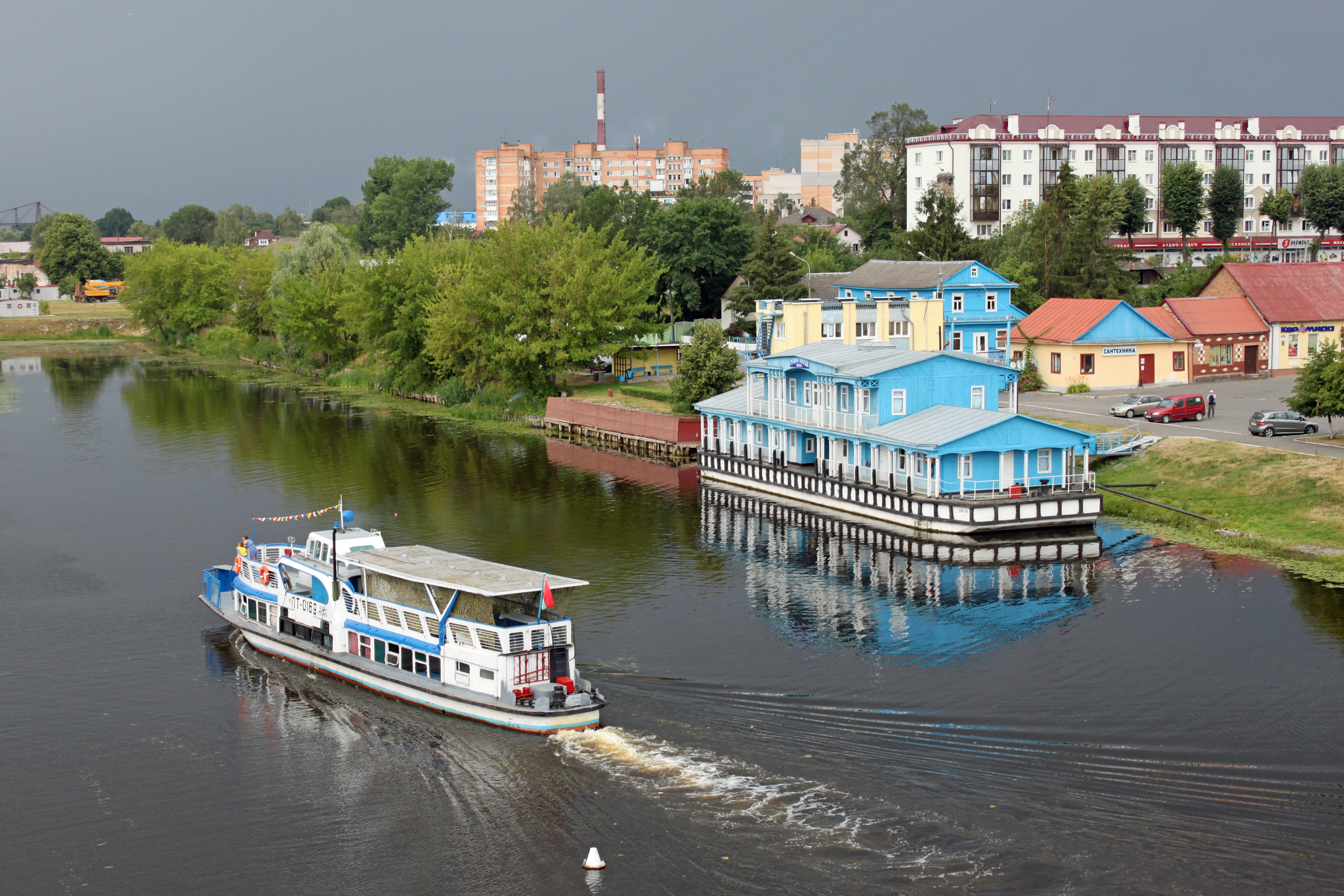
Вид с моста через реку Пина

### В составе Российской империи. XIX век
- 1793: 23 января, после второго раздела Речи Посполитой, город вошёл в состав Российской империи.

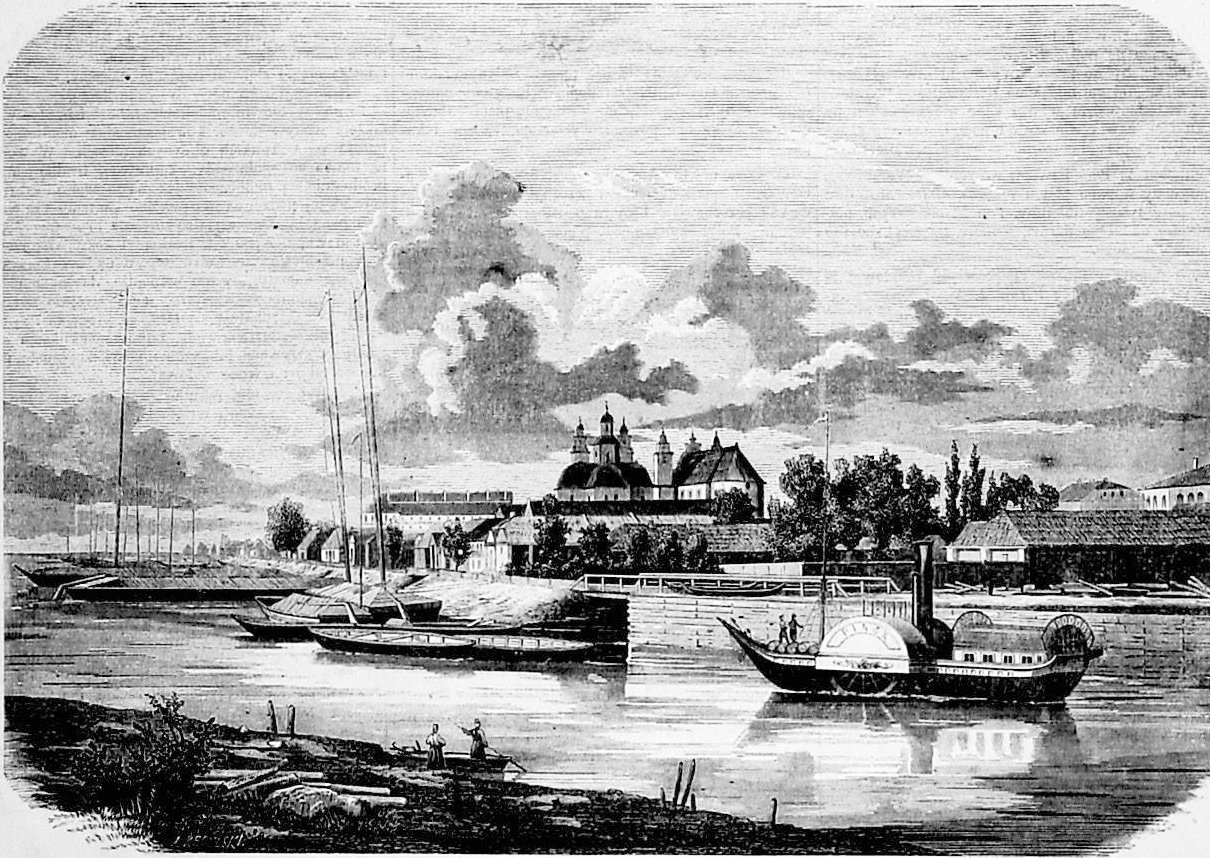
Пинск в 1863 году

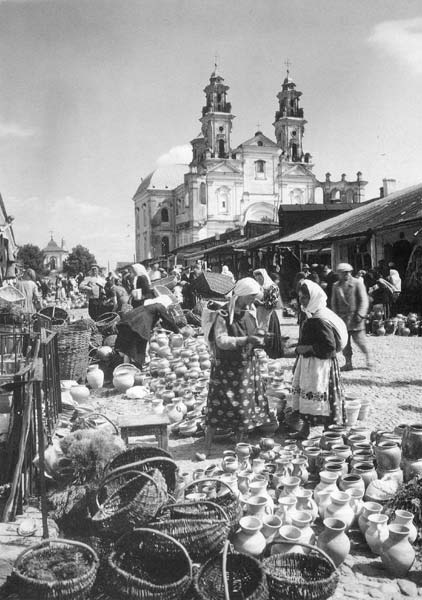
Рыночная площадь около 1930 года

- 1812: Отечественная война 1812 года на Пинщине. Во время войны Пинск был занят французскими войсками, разграблен и частично сожжён. Отряд полковника Жахова разбил в Пинске отряд французов и взял в качестве трофея пушки.
- 1831: около деревни Невель русские войска разбили пинских повстанцев под руководством Цитуса Пусловского.
- 1858: рядом с Лещенским монастырём заложен городской парк.
- 1860: в деревне Поречье начал работу сахарный завод Скирмунта.
- 1884: в декабре началось движение по железнодорожной ветке Пинск — Лунинец.
- 1885: в Пинске начал работу судоремонтный и механический завод.
- 1892: в Пинске была построена спичечная фабрика «Прогресс — Вулкан».
- 1897: население города составляло 28 368 человек, в том числе 20 957 евреев, 3625 русских, 1420 белорусов[16].
- 1904: в марте в Пинске появилась телефонная сеть.
- 1910: в Пинске — 36 409 жителей, из них 26 626 — евреи. Услугами телефонной станции пользовались 196 абонентов.
- 1911: в ноябре в Пинске начались первые сеансы кино.
- 1915: 15 сентября во время Первой мировой войны Пинск был оккупирован немецкими войсками.

### В составе Украинской Народной Республики (1917—1920)
- 1917: 20 ноября Третьим Универсалом провозглашена независимость Украинской Народной Республики, в состав которой вошёл и Пинск.
- 1918: 3 марта подписание Брест-Литовского мира, где одним из пунктов стояло решение о признании Пинска за УНР в качестве уездного города в составе Полесского округа.
- 1918: в Пинске создано Всеукраинское общество «Просвіта» имени Тараса Шевченко.
- 1918: в Пинске создан кооператив.
- 1919: В Пинске произошло восстание, в итоге украинские солдаты частично покинули черту города. Последние части УНР покинули Пинск после иммиграции правительства за рубеж.

### В составе Польской республики (1921—1939)
- 1919: Пинская резня

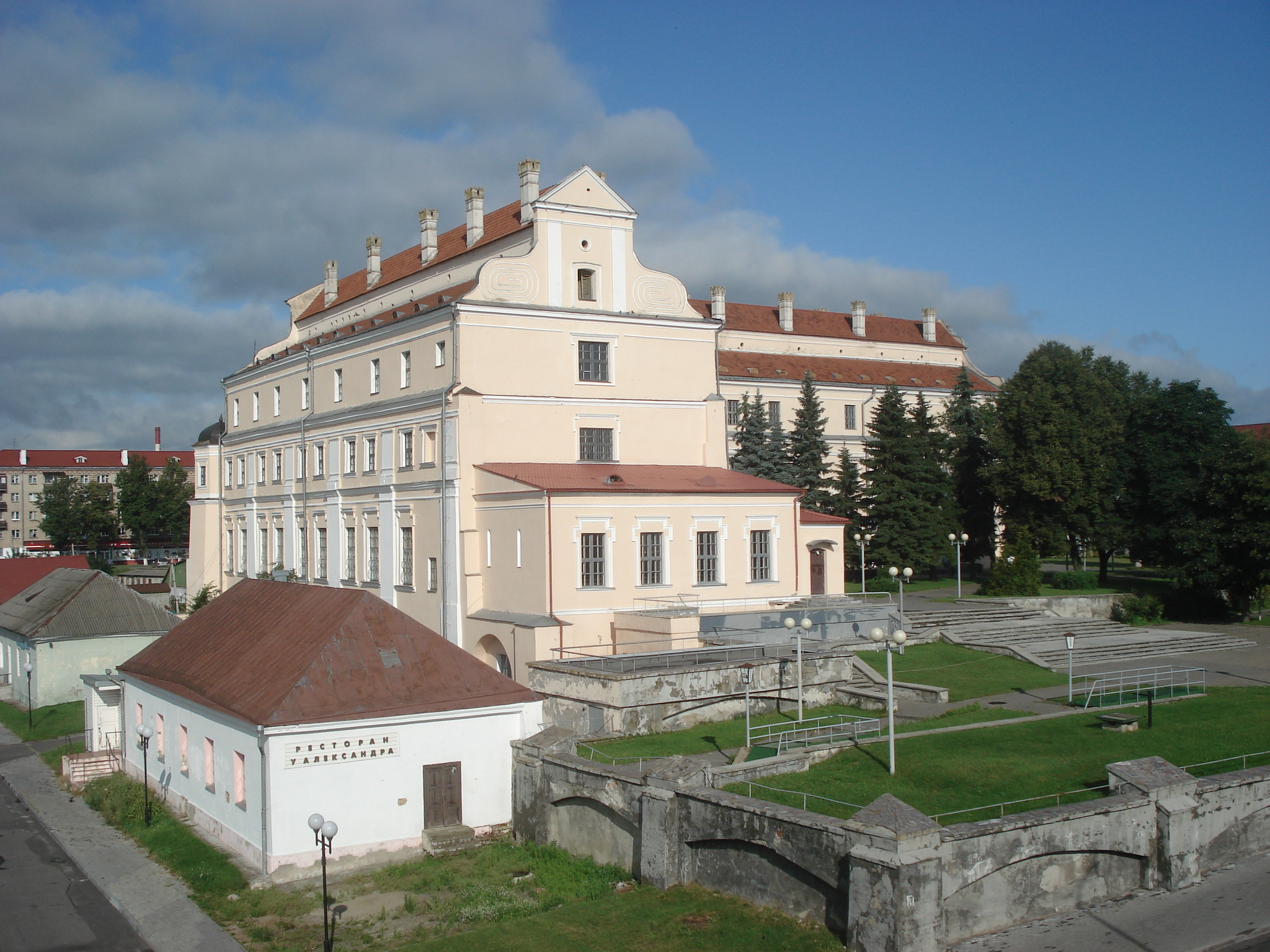
Коллегиум иезуитов

- 1919—1921 проходила советско-польская война, которая шла с переменным успехом. По Рижскому мирному договору территория западной Беларуси, в том числе и Пинск, перешла к Польше. Пинск вошёл в состав Полесского воеводства.
- 1921: 7 сентября произошёл пожар центральной части города, который её практически полностью уничтожил.
- 1924: основан Пинский краеведческий музей. Открыт в 1926 году.
- 1936: в Пинске открывается большая сельскохозяйственная выставка в городском парке «Леще». Перед выставкой издан «Informator m. Pinska» — своеобразный справочник города 1936 года.
- 1939: 20 сентября части Красной Армии занимают город. Пинск вошёл в состав БССР.

### В составе СССР
- 1939: в Пинске открыта детская музыкальная школа.
- 1940: 15 января открыт Пинский автобусный парк. Первым руководителем стал Г. О. Воевода.
- 1940: В феврале был организован Пинский государственный медицинский колледж (в то время — фельдшерско-акушерская школа)

22 июня 1941 года Германия напала на Советский Союз. Первой ударам подверглась и территория БССР, уже в первые месяцы войны оказавшаяся под оккупацией. Во время оккупации на белорусской территории развернулось крупнейшее в Европе партизанское движение. 4 июля 1941 года Пинск оккупировали немецкие войска. Эвакуировавшаяся в Москву Регина (Зося) Каплан, член Белостокского областного совета депутатов трудящихся и глава Белостокского областного комитета МОПР в своей записке Соломону Лозовскому и Георгию Маленкову (записка поступила Маленкову 23 июля 1941 года) описывала бегство партийно-советского руководства из Пинска:

Пинский областной комитет партии во главе со всеми секретарями и всем аппаратом убежал из Пинской области, хотя там немцев не было. Убегая в панике, дали приказ взорвать военный городок. Взрывы складов в военном городке привели к неслыханной панике среди населения, которое стало в беспорядке убегать из города. Ввиду создавшегося безвластия различный сброд и по сообщению ряда т.т. — польские стрельцы стали грабить город и пьянствовать.
- 1941—1944: Пинск в составе рейхскомиссариата Украина. Издавалась «Пінська газета».
- 1942: 28 октября уничтожено Пинское гетто, все его жители — около 17 тыс. человек — убиты[18].
- 1944: 14 июля 28-я и 61-я армия, а также Днепровская военная флотилия освободили город Пинск.

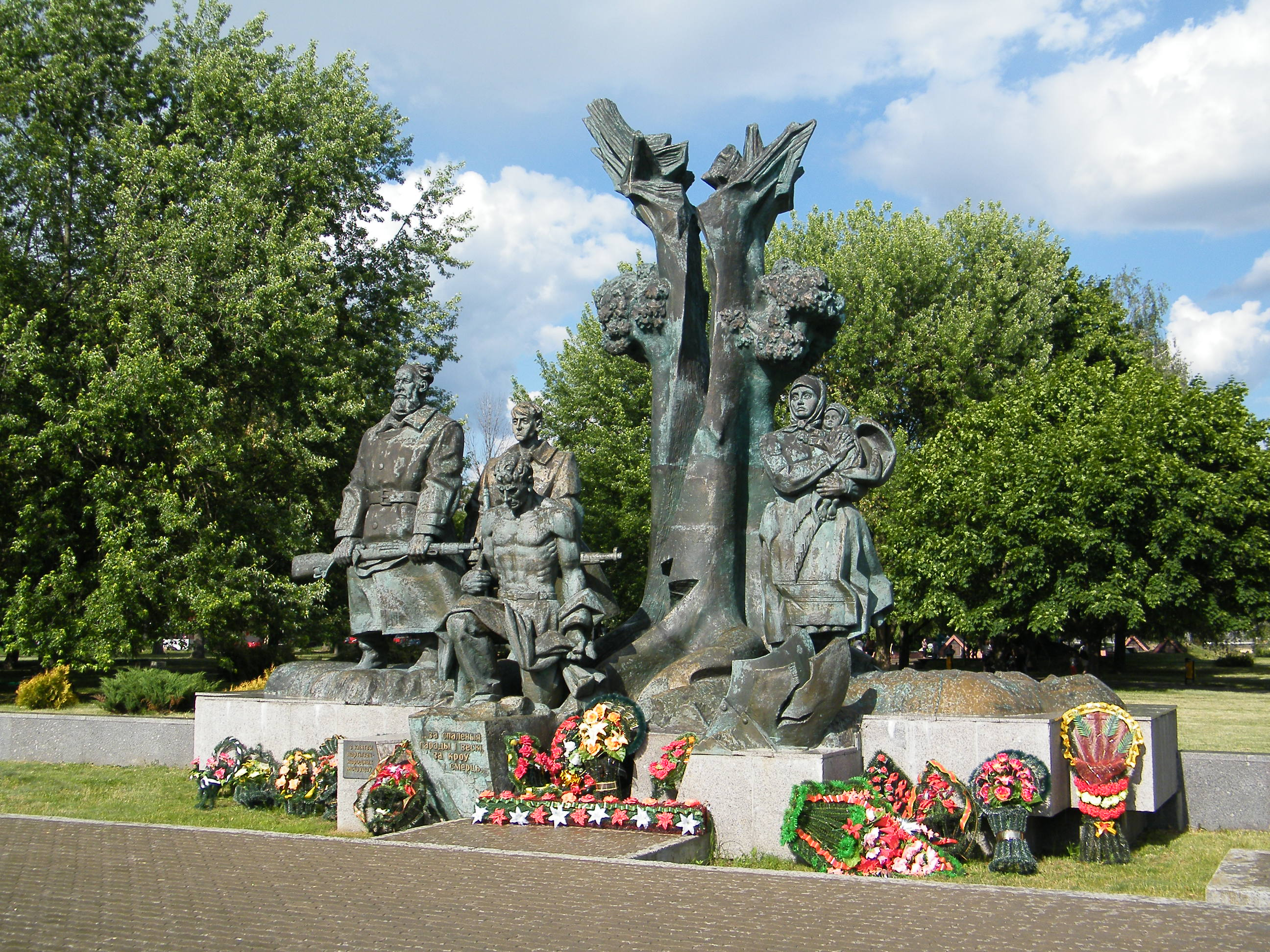
Памятник партизанам Белорусского Полесья

- 1946: 10 августа началось движение на первом городском автобусном маршруте.
- 1949: 4 автобуса начали обслуживать загородные линии, связывающие г. Пинск с районными центрами.
- 1953: был взорван костёл св. Станислава, началась реконструкция иезуитского коллегиума, было начато строительство площади Ленина[19][20].
- 1954: 1 августа упразднена Пинская область.
- 1955: 26 августа образован индустриальный техникум (в настоящее время — филиал учреждения образования «Брестский государственный технический университет» Пинский индустриально-педагогический колледж)[21].
- 1958: в городскую черту Пинска включены населённые пункты Альбрехтово, Козлякевичи, Колония и посёлок пенькового завода Пинского района Брестской области[22].
- 1956: снесены рыночная площадь, а также еврейская Великая синагога.
- 1961: 30 мая на Пинском участке начало курсировать водное такси. Маршрут от Пинска до Качановичей.
- 1968: колледж (Пинское медицинское училище) переехал в новое помещение по ул. Рокоссовского № 6, где и располагается в настоящее время.
- 1968: 28 декабря состоялся пуск первой очереди гиганта лёгкой промышленности — крупнейшего в Европе комбината верхнего трикотажа.
- 1969: 17 мая в Пинском аэропорту впервые приземлился турбовинтовой грузопассажирский самолёт «Ан-24».
- 1980: Коллегиум — Музей Белорусского Полесья.
- 1980: 19 мая постановлением № 280 исполкома Пинского городского Совета народных депутатов был утверждён герб города. Автор — Александр Леонидович Векслер.

Герб представляет собой вертикально расположенный щит с горизонтальной разделительной полосой. В верхней части над разделительной полосой изображен на красном фоне лук с натянутой стрелой — старый герб города. В нижней части на синем фоне изображены теплоход и вода, которые символизируют судостроение и портовый город; шестерня, символизирующая промышленность, связанную с металлообработкой; бобина пряжи — лёгкую промышленность; дренажная трубка — мелиорацию. Окантовка щита с разделительной полосой, лук со стрелой, теплоход, шестерня и детали дренажной трубки — золотые. Наконечник стрелы — синий. Бобина — белая с чёрной полосой. Вода — сине-белая с волнистыми линиями. Все детали обведены чёрным абрисом.
- 1981: 14 февраля открыт новый кинотеатр «Победа».
- 1983: 14 августа состоялось открытие спортивно-технического комплекса по ул. Рокоссовского.
- 1987: 17 января открыто здание нового автовокзала.
- 1987: 5 апреля к новому Пинскому порту причалило первое судно.
- 1989: 7 ноября в Пинске открыто новое здание Центральной библиотеки.
- 1991: в городскую черту города Пинска включена деревня Крайновичи Молотковичского сельсовета Пинского района Брестской области[23].

### В составеРеспублики Беларусь
- 1997: за особые достижения в социально-культурном развитии и в связи с 900-летием со дня основания городу Пинску присуждено Почётное государственное знамя Республики Беларусь (Указ Президента Республики Беларусь от 4 сентября 1997 года № 450)[24].
- 1999: 5 сентября прошёл VI День белорусской письменности.
- 2006: 5 апреля открыт Полесский государственный университет — высшее учебное заведение. Городской Совет утвердил гимн Пинска (музыка Олега Венгера, слова Валерия Гришковца).
- 2007: во время реконструкции центральной площади города были обнаружены захоронения, приблизительно XVII века.
- 2008: учреждён флаг города Пинска[9].
- 2009: утверждены названия районов и микрорайонов Пинска. В составе города 14 районов: Белявщина, Верасы, Загорский, Западный, Козляковичи, Колония, Крайновичи, Красичин, Луги, микрорайон Перебор, Северный, микрорайон Солнечный, Соломинка, Центральный. В составе Центрального районы выделены 4 микрорайона: Альбрехтово, Леще, Каролин и Старый город[1].
- 2010: в связи с празднованием 65-й годовщины Победы советского народа в Великой Отечественной войне и в целях увековечивания подвига воинов Красной Армии, партизан и подпольщиков город Пинск награждён вымпелом «За мужнасць і стойкасць у гады Вялікай Айчыннай вайны» (Указ Президента Республики Беларусь от 19 апреля 2010 года № 189)[25].
- 2011: утверждён порядок присвоения звания «Почётный гражданин города Пинска»[26].
- 2015: Пинск признан победителем республиканского смотра санитарного состояния и благоустройства населённых пунктов Беларусь. В микрорайоне Радужный построена новая средняя школа № 10[27].
- 2017: к 920-летию Пинска разработан логотип города и выпущен в оборот специальный почтовый конверт. Заложен новый сквер. Установлена скульптура пинчука в историческом центре Пинска.
- 2019: в январе Пинск принял статус Культурной столицы Беларуси[28][29]. 15 мая Пинск принял эстафету огня II Европейских игр.
- 2020: Пинск торжественно принял эстафету молодёжной столицы Беларуси 2020 года от города Орши[30]. 2 июня введён в строй после реконструкции автомобильный мост через реку Пина[31].
- 2021: в июне Пинск впервые принимал участников открытого Кубка ДОСААФ Республики Беларусь по водно-моторному спорту.
- 2022: открыт туристско-информационный центр.

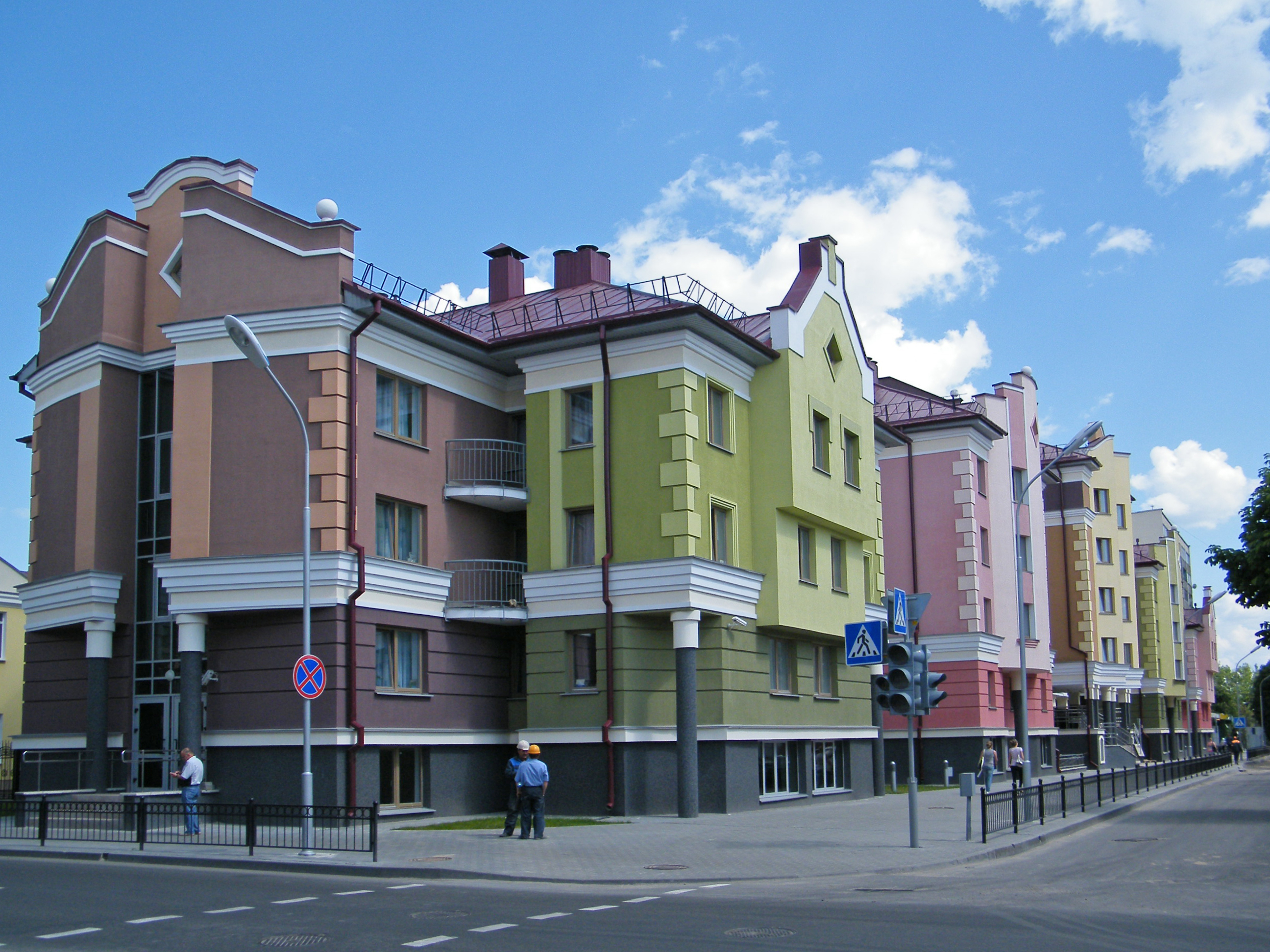
Новая застройка в центре города
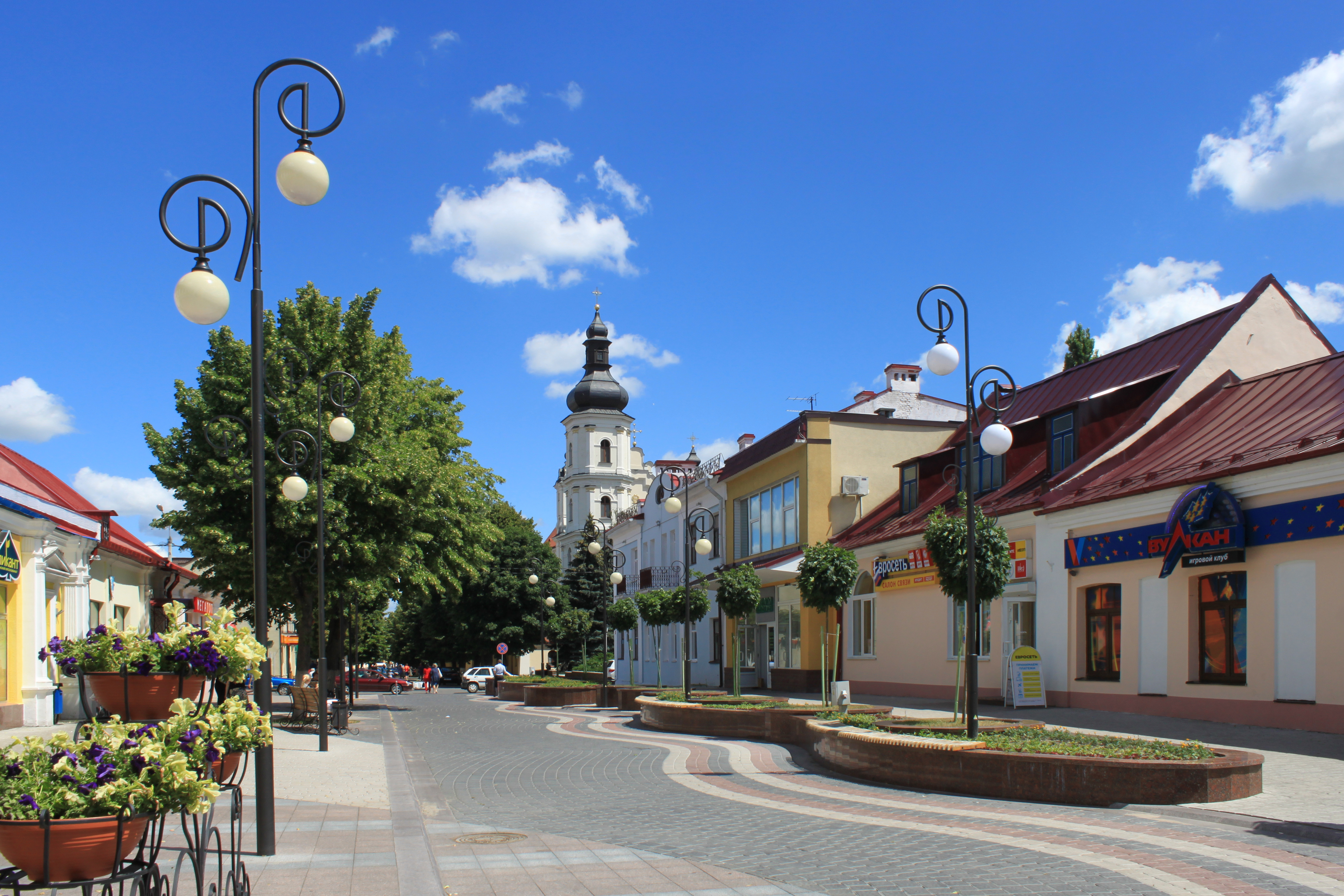
Улица Ленина
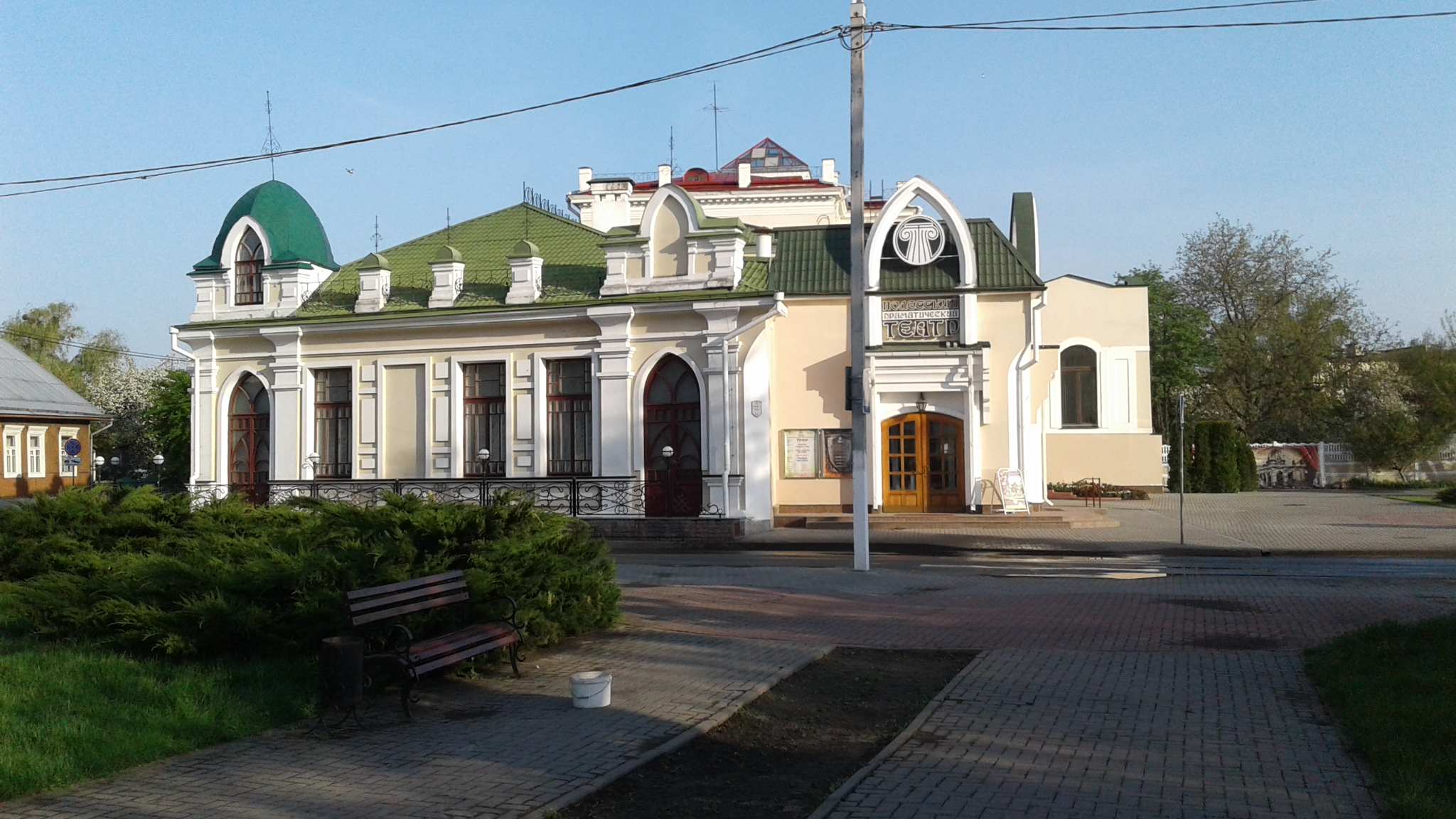
Полесский драматический театр
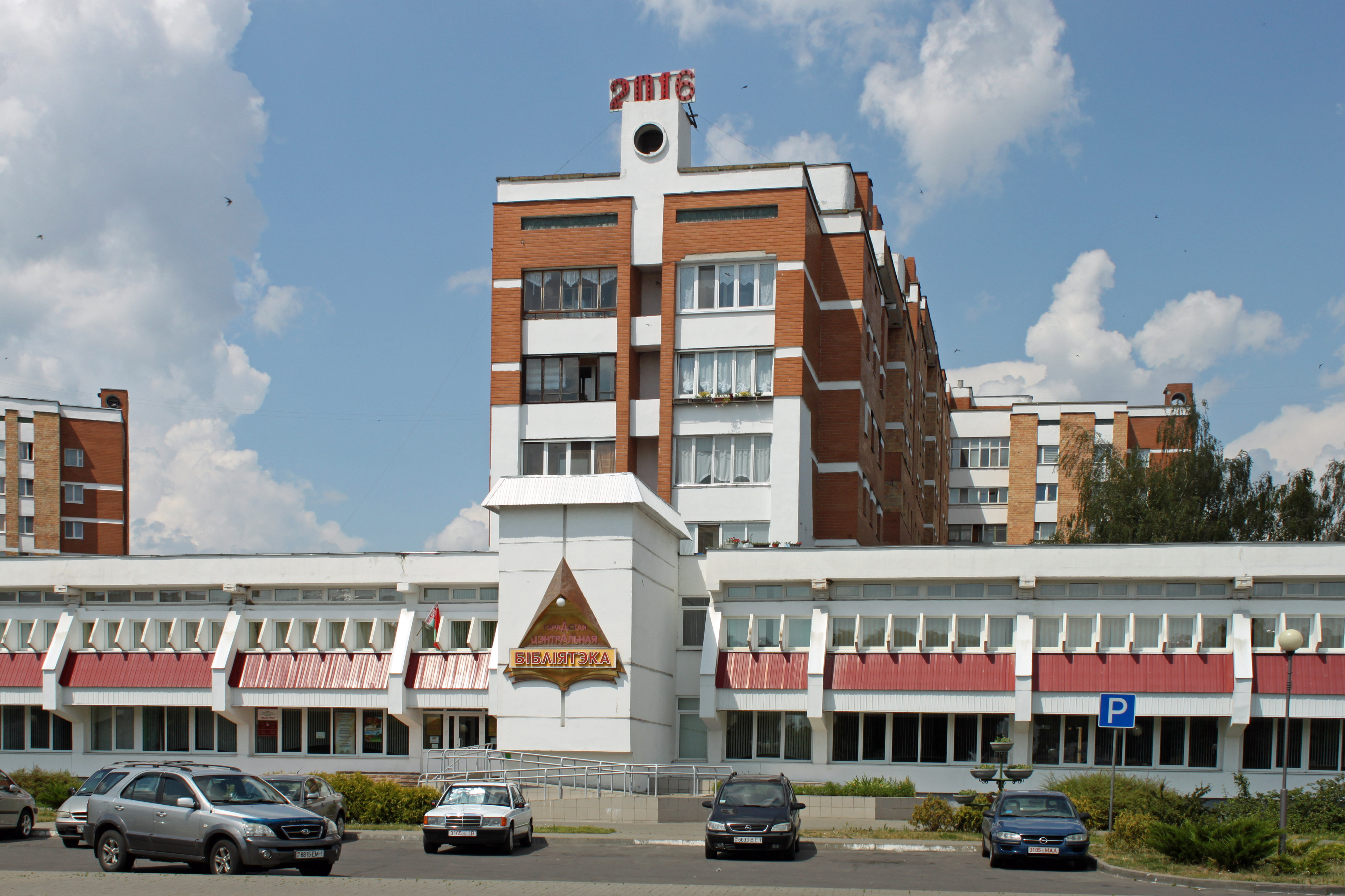
Городская библиотека

## География

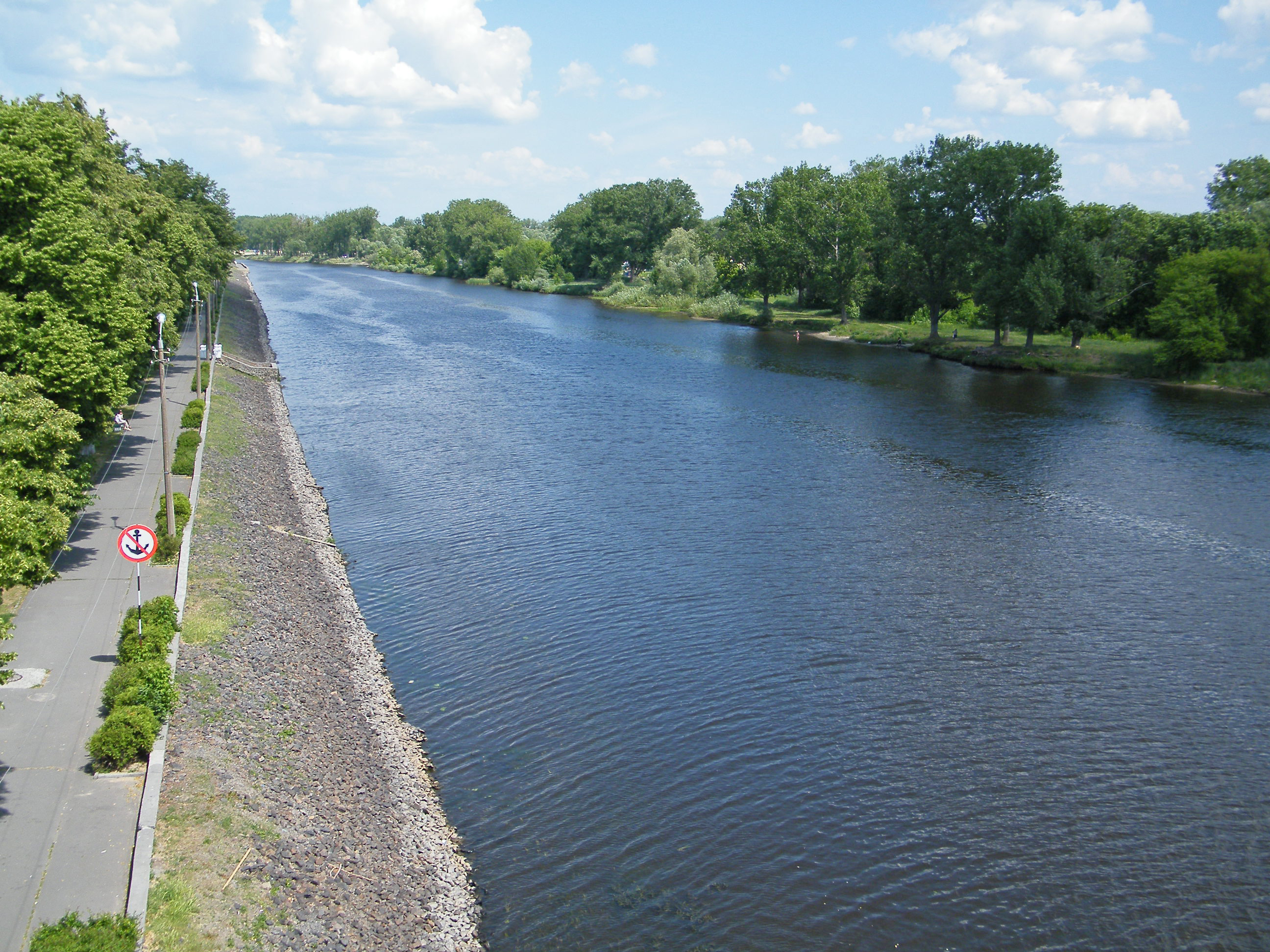
Река Пина на территории Пинска

Географический центр Пинского района располагается в 186 километрах восточнее Бреста, и в 304 километрах юго-западнее Минска. Город расположен в устье реки Пины (давшей название городу), впадающей в Припять. Рельеф территории, на которой лежит Пинск, ровный, слабо понижающийся к пойме Пины. В историческом центре города, около городского парка, Пина впадает в Припять. На территории Пинска река притоков не принимает.
Пинск находится в часовом поясе, обозначаемом по международному стандарту как Минское время (UTC+3).
Климат — умеренно-континентальный. Из-за влияния морских воздушных масс характерна мягкая зима и умеренно тёплое лето. Циклоны, которые являются причиной этого, перемещаются с Атлантического океана с запада на восток. Средняя температура января −3,4 °C, июля 19,1 °C. Годовое количество осадков — около 600 мм. Количество дней, с температурой выше нуля — 253. В среднем, за год наблюдается 165 дней с осадками.
| Показатель                    | Янв.  | Фев.  | Март  | Апр. | Май  | Июнь | Июль | Авг. | Сен. | Окт.  | Нояб. | Дек. | Год   |
| ----------------------------- | ----- | ----- | ----- | ---- | ---- | ---- | ---- | ---- | ---- | ----- | ----- | ---- | ----- |
| Абсолютный максимум, °C       | 11,2  | 16,4  | 22,3  | 30,2 | 32,9 | 35,5 | 36,1 | 36,3 | 35,5 | 26,7  | 20,3  | 12,8 | 36,3  |
| Средний суточный максимум, °C | −0,7  | 0,9   | 6,4   | 14,4 | 20,2 | 23,5 | 25,3 | 24,8 | 18,8 | 12,3  | 5,3   | 0,7  | 12,7  |
| Средняя температура, °C       | −3    | −2    | 2,2   | 9,0  | 14,6 | 18,4 | 20,0 | 19,2 | 13,6 | 7,9   | 2,7   | −1,6 | 8,5   |
| Средний суточный минимум, °C  | −5,3  | −4,7  | −1,3  | 4,1  | 9,0  | 13,0 | 14,7 | 13,8 | 9,1  | 4,5   | 0,4   | −3,7 | 4,5   |
| Абсолютный минимум, °C        | −34,7 | −29,9 | −25,7 | −9   | −3,1 | 1,4  | 4,5  | −1,1 | −4,5 | −12,4 | −23,3 | −28  | −34,7 |
| Норма осадков, мм             | 39    | 32    | 36    | 35   | 60   | 74   | 92   | 57   | 52   | 46    | 45    | 44   | 612   |
| Источник: Погода и Климат     |       |       |       |      |      |      |      |      |      |       |       |      |       |

Площадь города — 4736 га. Город расположен в окружении лесопарковой зоны «Луги». На территории Пинска имеется ряд парков (в том числе Городской парк культуры и отдыха им. Днепровской флотилии, детский городок на ул. Завальной) и скверов. Ландшафты, окружающие город, в основном антропогенные — сельскохозяйственные угодья, дачные посёлки, встречаются отдельные лесные массивы (сосна, берёза и тому подобные).

## Водная система
Река Пина огибает древнейшую часть города, отделяет его от близлежащих болот. В древности, болота, считавшиеся дном мифического «Геродотова моря», служили естественной защитой от захватчиков. Ранее Пина и Струмень (называемое полешуками верхнее течение Припяти), сливались напротив старого замка. Русло реки в черте города изрезанное, ширина — 35—55 метров.
Пинск — центр мелиорации Полесья на несколько десятилетий. В данный момент в городе продолжает свою работу РУП «Полесьегипроводхоз».

## Население
| Изменение количества населения (XVI—XXI века) |
| --------------------------------------------- |

Пинск — десятый по количеству населения город Беларуси и третий в Брестской области. Население города интенсивно росло в период после окончания Великой Отечественной войны. В 1990-е годы темпы прироста населения снизились, достигнув максимума в 2000 году — 132,6 тыс. человек. В дальнейшем прирост населения города прекратился.
Численность населения — 124 008 человек (на 1 января 2025 года).
Динамика роста населения Пинска представлена в следующей таблице:
| Период    | XIV век | 1825    | 1841    | 1861 | 1900 | 1910 | 1921 | 1931 | 1939 | 1959 | 1985  | 1996  | 2000  | 2007  | 2009  | 2010  | 2013  | 2015  | 2016  | 2017  | 2018  | 2019  | 2020  | 2021  | 2022  | 2023  | 2024   | 2025     |
| --------- | ------- | ------- | ------- | ---- | ---- | ---- | ---- | ---- | ---- | ---- | ----- | ----- | ----- | ----- | ----- | ----- | ----- | ----- | ----- | ----- | ----- | ----- | ----- | ----- | ----- | ----- | ------ | -------- |
| Тыс. чел. | ок. 5   | ок. 4,2 | ок. 6,8 | 11,3 | 29,5 | 36,4 | 23,5 | 33,5 | 35,9 | 41,5 | 109,0 | 126,9 | 132,6 | 128,3 | 128,8 | 128,9 | 130,1 | 129,6 | 129,5 | 128,3 | 127,3 | 126,5 | 126,3 | 125,9 | 124,8 | 124,6 | ▼124,3 | ▼124 008 |

Пинск — многонациональный город. По данным переписи 1999 года в Пинске проживало более 85 % белорусов, около 9 % русских, около 3,5 % украинцев, около 1 % поляков, около 0,15 % евреев.
| Национальный состав по переписи 2019 года | Национальный состав по переписи 2019 года | Национальный состав по переписи 2019 года | Национальный состав по переписи 2019 года | Национальный состав по переписи 2019 года | Национальный состав по переписи 2019 года | Национальный состав по переписи 2019 года | Национальный состав по переписи 2019 года | Национальный состав по переписи 2019 года | Национальный состав по переписи 2019 года | Национальный состав по переписи 2019 года |
| Всего (2019)                              | белорусы                                  | белорусы                                  | русские                                   | русские                                   | украинцы                                  | украинцы                                  | поляки                                    | поляки                                    | евреи                                     | евреи                                     |
| ----------------------------------------- | ----------------------------------------- | ----------------------------------------- | ----------------------------------------- | ----------------------------------------- | ----------------------------------------- | ----------------------------------------- | ----------------------------------------- | ----------------------------------------- | ----------------------------------------- | ----------------------------------------- |
| 126 189                                   | 111 417                                   | 88,29 %                                   | 8530                                      | 6,76 %                                    | 2634                                      | 2,09 %                                    | 687                                       | 0,54 %                                    | 177                                       | 0,14 %                                    |
| 126 189                                   | азербайджанцы                             | азербайджанцы                             | татары                                    | татары                                    | армяне                                    | армяне                                    | туркмены                                  | туркмены                                  | литовцы                                   | литовцы                                   |
| 126 189                                   | 48                                        | 0,04 %                                    | 47                                        | 0,04 %                                    | 34                                        | 0,03 %                                    | 25                                        | 0,02 %                                    | 22                                        | 0,02 %                                    |
|                                           |                                           |                                           |                                           |                                           |                                           |                                           |                                           |                                           |                                           |                                           |
| Национальный состав по переписи 2009 года |                                           |                                           |                                           |                                           |                                           |                                           |                                           |                                           |                                           |                                           |
| Всего (2009)                              | белорусы                                  | белорусы                                  | русские                                   | русские                                   | поляки                                    | поляки                                    | украинцы                                  | украинцы                                  | евреи                                     | евреи                                     |
| 130 355                                   | 117 289                                   | 89,98 %                                   | 7537                                      | 5,78 %                                    | 681                                       | 0,52 %                                    | 2988                                      | 2,29 %                                    | 146                                       | 0,11 %                                    |
| 130 355                                   | армяне                                    | армяне                                    | татары                                    | татары                                    | цыгане                                    | цыгане                                    | азербайджанцы                             | азербайджанцы                             | литовцы                                   | литовцы                                   |
| 130 355                                   | 35                                        | 0,03 %                                    | 38                                        | 0,03 %                                    | 2                                         | <0,01 %                                   | 36                                        | 0,03 %                                    | 23                                        | 0,02 %                                    |

### Демографические характеристики
В 2019 году в Пинске родилось 1432 и умерло 500 человек. Коэффициент рождаемости — 11,1 на 1000 человек (средний показатель по Брестской области — 11,8, по Беларуси — 10,8), коэффициент смертности — 9,2 на 1000 человек (средний показатель по Брестской области — 12,8, по Беларуси — 12,6). По уровню рождаемости город делит с Барановичами 11-12-е места среди 23 городов с населением более 50 тысяч человек, по уровню смертности занимает 18-е место, по уровню естественного прироста/убыли населения (+1,9) — 6-е место, между Солигорском и Мозырем.
В 2006 году 19,2 % населения было в возрасте моложе трудоспособного, в 2011 году — 17,9 %, в 2018 году — 19,2 %. В трудоспособном возрасте в 2006 году было 65,2 %, в 2011 году — 63,6 %, в 2018 году — 59,2 %. В возрасте старше трудоспособного в 2006 году было 15,6 % населения, в 2011 году — 18,5 %, в 2018 году — 21,6 %.
| Год  | Родилось | Умерло | Естественный прирост |
| ---- | -------- | ------ | -------------------- |
| 2005 | 1401     | 1287   | +114                 |
| 2008 | 1656     | 1185   | +471                 |
| 2009 | 1675     | 1173   | +502                 |
| 2010 | 1681     | 1264   | +417                 |
| 2011 | 1700     | 1350   | +350                 |
| 2012 | 1806     | 1259   | +547                 |
| 2013 | 1801     | 1255   | +546                 |
| 2014 | 1798     | 1189   | +609                 |
| 2015 | 1881     | 1175   | +706                 |
| 2016 | 1801     | 1223   | +578                 |
| 2017 | 1526     | 1269   | +257                 |

В 2017 году в Пинске было зарегистрировано 906 браков (6,6 на 1000 человек) и 425 разводов (3,1 на 1000 человек).
Миграционная ситуация характеризуется неустойчивостью притока и оттока населения. В разные годы в город чаще приезжают или чаще уезжают из него.
| Год  | Прибыло | Выбыло | Миграционный прирост/убыль |
| ---- | ------- | ------ | -------------------------- |
| 2005 | 2592    | 3352   | -760                       |
| 2008 | 3735    | 3343   | +392                       |
| 2009 | 5089    | 3734   | +1355                      |
| 2010 | 4220    | 2926   | +1294                      |
| 2011 | 3913    | 2399   | +1514                      |
| 2012 | 3172    | 2330   | +842                       |
| 2013 | 3469    | 3538   | -69                        |
| 2014 | 3614    | 2800   | +814                       |
| 2015 | 3629    | 3439   | +190                       |
| 2016 | 3537    | 4328   | -791                       |
| 2017 | 3772    | 4270   | -498                       |

## Экономика
Среднемесячная номинальная начисленная заработная плата (до вычета подоходного налога и второй части страховых отчислений) в 2017 году в Пинске составила 682,7 рублей (около 340 долларов), что чуть ниже среднего уровня по Брестской области (699 рублей). Пинск занимает 42-е место по уровню заработной платы среди 129 районов и городов областного подчинения Республики Беларусь.

### Промышленность
В городе работает более 50 промышленных предприятий. В экономике города занято 57 000 человек, из них почти 20 тысяч — в промышленности. В Пинске действуют 20 совместных, а также 4 иностранных предприятия.

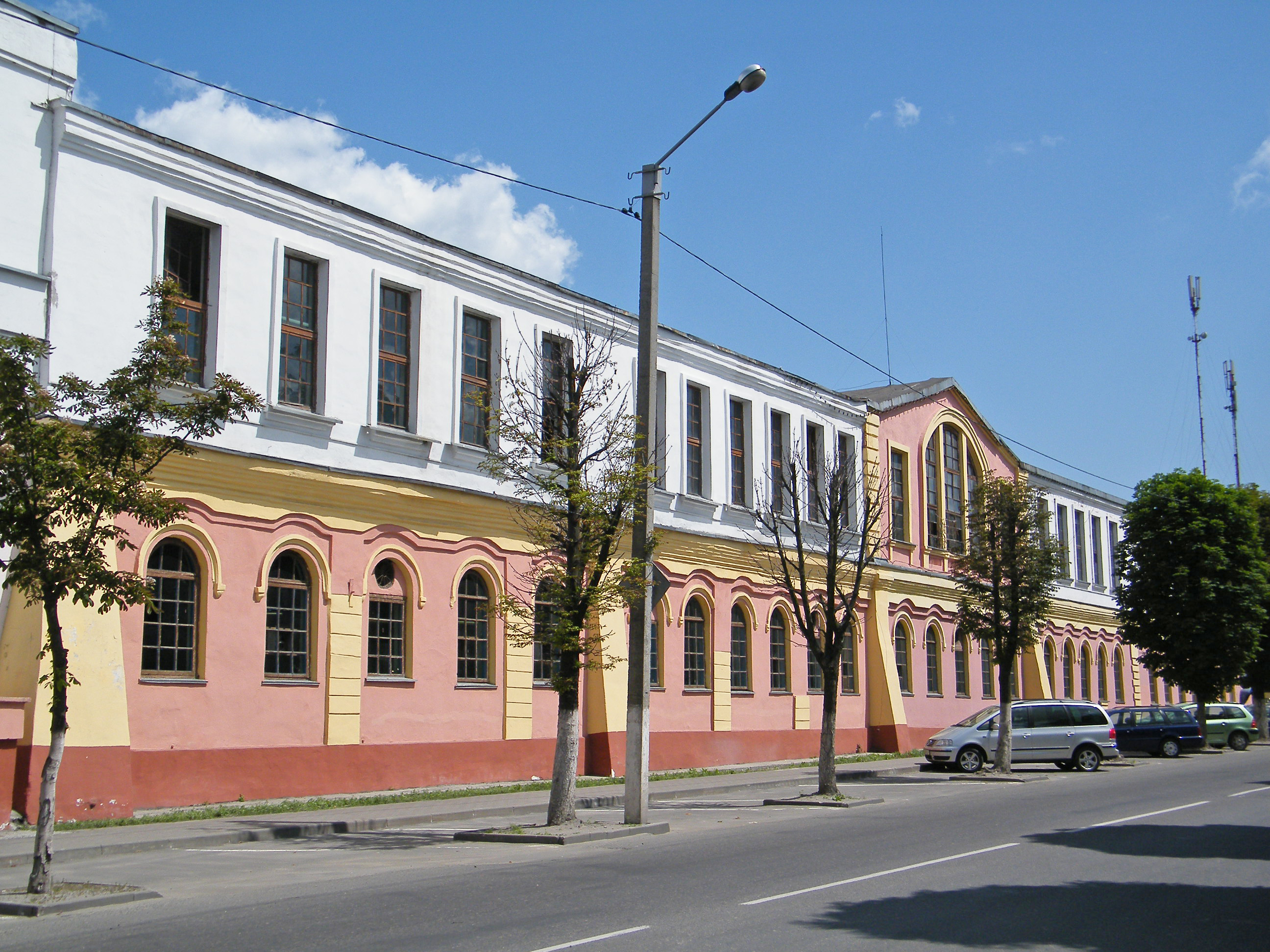
Спичечная фабрика ЗАО «Пинскдрев»

По состоянию на 2009 год ведущие отрасли — лесная и деревообрабатывающая промышленность (37,2 % общего объёма производства), лёгкая промышленность (27,8 %; крупнейшее — ОАО «ППТО Полесье»), пищевая промышленность (17,1 %), машиностроение и металлообработка (11,8 %), мукомольно-крупяная и комбикормовая промышленность (4,2 %). Работают предприятия химической, микробиологической, полиграфической и других отраслей.
Пинск — город-экспортёр. На долю промышленных предприятий приходится почти 98 % экспорта. Более 45 % продукции, выпускаемой в городе, отправляется на экспорт в 35 стран дальнего и ближнего зарубежья. В 2008 году объём экспорта составил 210 млн долл. США, положительное внешнеторговое сальдо составило 61 млн долл. США. Одним из важнейших экономических партнёров города является Российская Федерация, на долю которой приходится 72,1 % экспорта.

### Предприятия
- ЗАО «Пинскдрев» — крупнейшее в Беларуси деревообрабатывающее предприятие.
- ОАО «Полесье» — трикотажное предприятие.
- ОАО «Пинский комбинат строительной индустрии» — крупное предприятие строительной промышленности. Ликвидировано в 2022 году.
- ОАО «Кузлитмаш» — крупное станкостроительное предприятие по производству кузнечно-прессовых автоматических линий.
- Филиал «Камертон» ОАО «Интеграл» — производитель электронного оборудования, в прошлом производил электронные наручные часы и электронные игры.
- ЗАО «Амкодор-Пинск» — производитель дорожно-строительной техники
- ОАО «Пинский завод средств малой механизации»
- ОАО «Пинский ордена Знак Почёта судостроительно-судоремонтный завод» (находится в стадии санации)[50].
- ОАО «Пинский винодельческий завод» — в стадии санации[50].
- ОАО «Пинский завод искусственных кож» — ликвидирован.
- Пинский завод кормовых витаминов (также известен как Пинский биохимический завод и ОАО «Энзим») — ликвидирован.
- ОАО «Пинский консервный завод» — производитель плодоовощных консервов, пива, безалкогольных напитков (ликвидирован).

### Транспорт

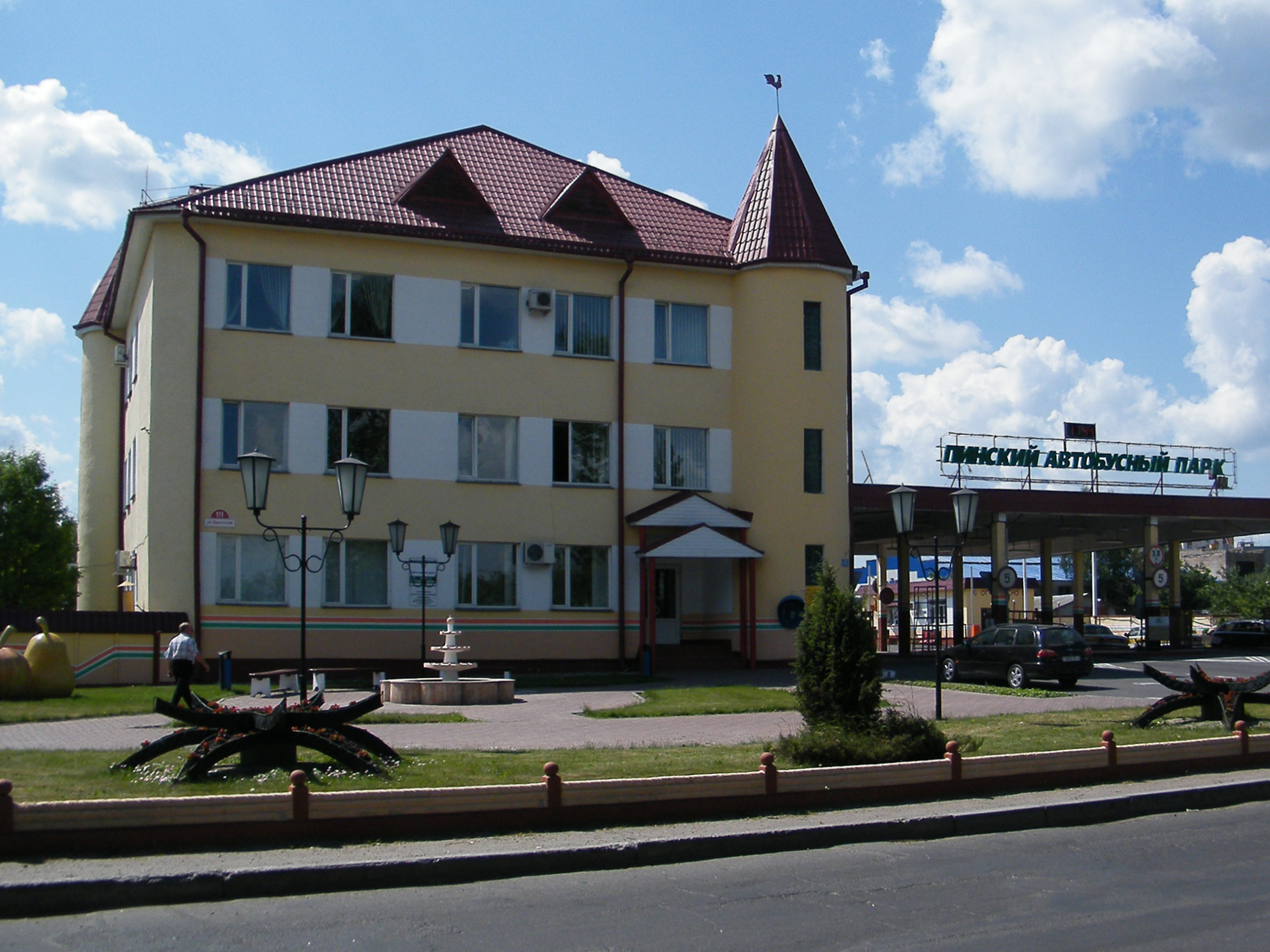
Автобусный парк

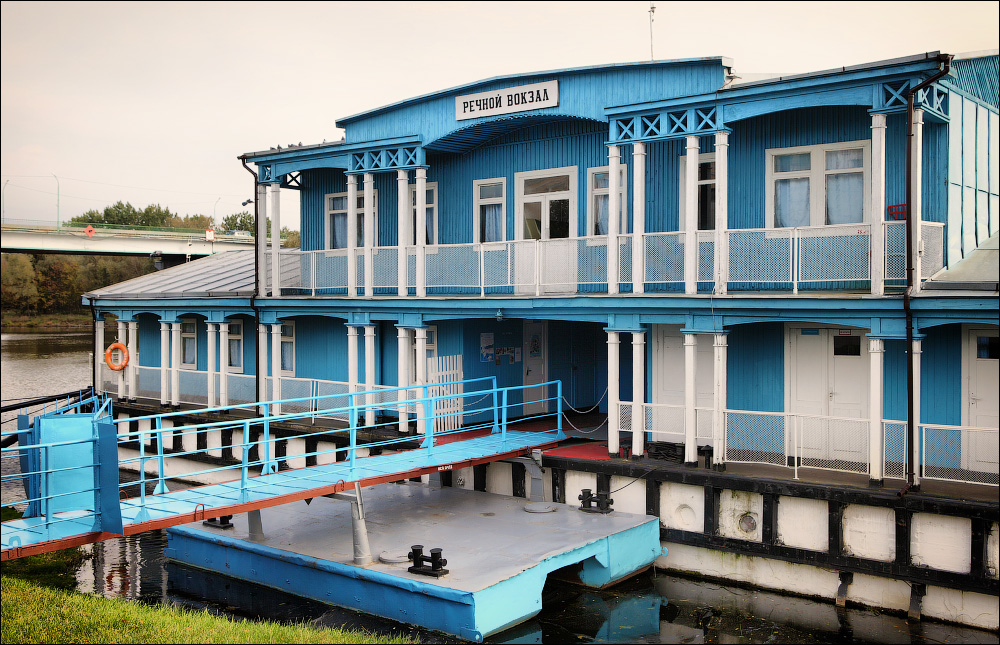
Речной вокзал

Пинск — крупный автомобильный и речной транспортный узел. Работают два автопарка (пассажирский и грузовой), несколько автомобильных баз. Эксплуатацией реки Пины занято РУЭСП «Днепро-Бугский водный путь». В сфере железнодорожного транспорта работает «Опытный завод путевых машин».
Общественный транспорт в Пинске представлен автобусами. Автобусная сеть Пинска открыта 10 августа 1946 года и насчитывает 44 маршрута. Подвижной состав — в основном автобусы МАЗ-105, МАЗ-107, МАЗ-103, МАЗ-152, МАЗ-256, МАЗ-251 и МАЗ-215. Ежедневно на городские маршруты выходит более 120 автобусов. Пригородное и междугороднее автобусное сообщение осуществляется с пинского автовокзала. Автобусными маршрутами Пинск связан с Брестом, Новогрудком, Гродно, Минском и другими крупными городами Беларуси. Также автовокзал связан с городами ближнего зарубежья — Ровно, Хмельницким, Киевом, Вильнюсом, Москвой, Санкт-Петербургом, Каунасом.
Железнодорожная станция «Пинск» открыта в 1884 году. Железнодорожными маршрутами Пинск связан со многими городами Беларуси, России и Украины. Поезда дальнего следования через Пинск ходят до Минска, Смоленска, Москвы, Гомеля, Витебска, Киева, Симферополя. Через город проходят маршруты пригородных поездов: Брест — Лунинец, Дрогичин — Лунинец и другие.
В советское время в городе действовал аэропорт, который связывал Пинск с рядом городов Беларуси, Украины и России. В настоящее время используется только для нужд МЧС.

### Сфера услуг
В городе функционируют более 260 магазинов, более 400 предприятий общественного питания, киосков и павильонов разных форм собственности.
Торговая сеть коммунальной собственности представлена 28-ю предприятиями, которые насчитывают 59 магазинов, 4 предприятия общественного питания, 3 базы.
В городе действуют восемь гостиниц, крупнейшая из которых — «Припять». Банковская сфера представлена филиалами 11 крупнейших банков Беларуси.
В Пинске работает один гипермаркет «Евроопт». Также в городе работают два магазина сети «Алми» и брестской сети «Санта».

### Жильё
За 2000—2017 годы жилищный фонд города вырос с 2,36 до 3,19 млн м² (на 35 %), обеспеченность жильём — с 18 до 23,1 м² (по этому показателю Пинск уступает некоторым крупным городам Республики Беларусь, в том числе Бресту и Барановичам, но опережает Минск).
В 2017—2019 годах средние цены 1 м² на рынке недвижимости города выросли с 442 до 462 долларов. В 2019 году жильё в городе было одним из самых дешёвых из крупных городов страны (дешевле — только в Бобруйске, Мозыре и Орше). Средняя цена 1 м² в областном центре примерно в 1,5 раза выше, чем в Пинске; в Минске — в 2,8 раз. На пике цен на недвижимость в 2014 году цены на жильё достигали 789 долларов за 1 м².

## Здравоохранение

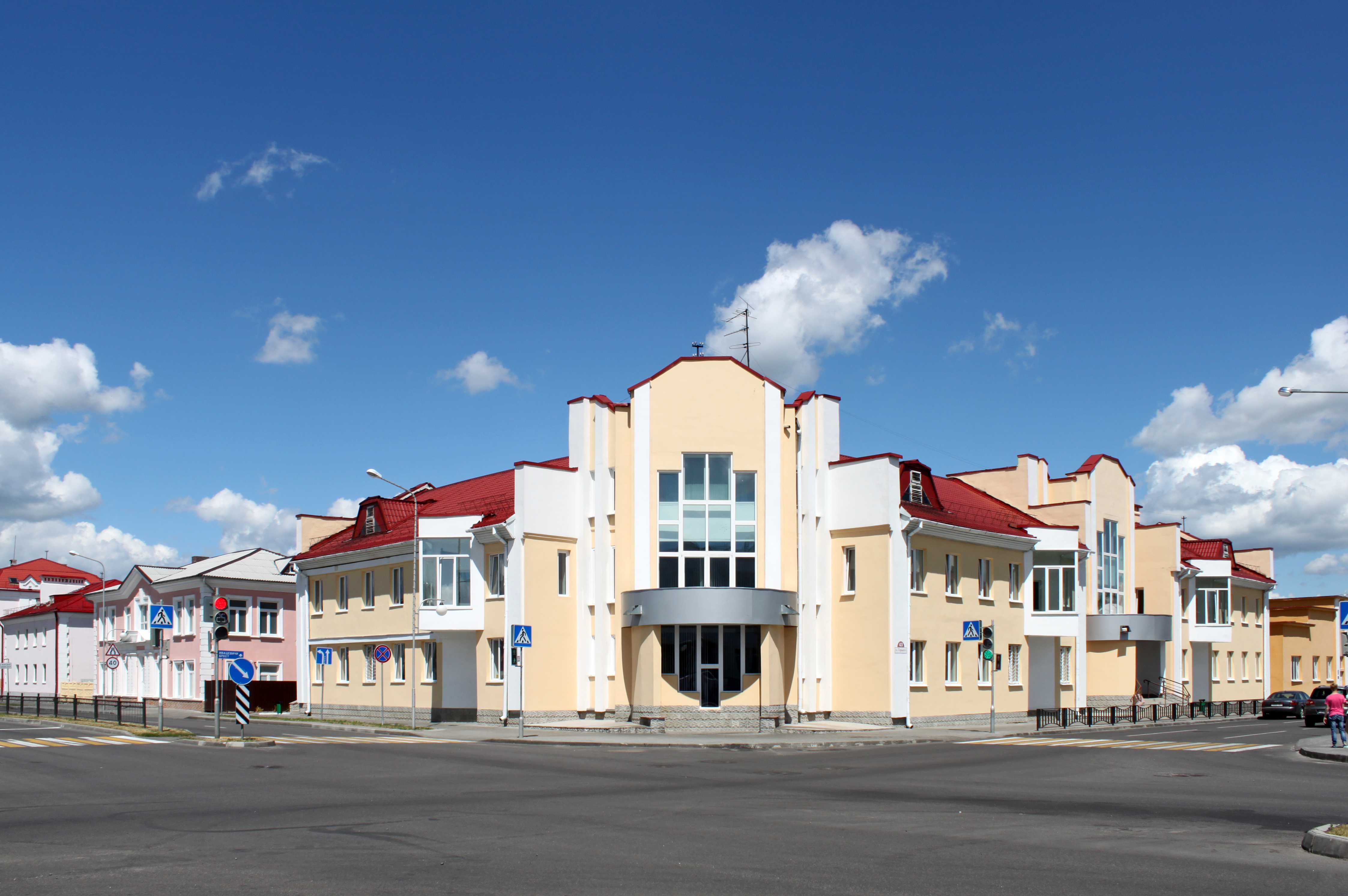
Станция переливания крови, ул. Горького, 43

В Пинске расположен ряд специализированных учреждений здравоохранения. В городе действует УЗ «Пинская центральная поликлиника» (1 филиал), УЗ «Пинская центральная больница», рассчитанная на 600 мест, а также один её филиал, УЗ «Детская больница» (1 филиал), УЗ «Межрайонный родильный дом» (2 филиала), УЗ «Стоматологическая поликлиника» (1 филиал).
В городе представлены филиалами: «Межрайонный кожно-венерологический диспансер», «Межрайонный психоневрологический диспансер», «Межрайонный противотуберкулёзный диспансер», «Межрайонный наркологический диспансер», «Станция переливания крови», «Специализированный дом ребёнка», «Станция скорой медицинский помощи», «Межрайонный онкологический диспансер».
Городская больница в Пинске — одна из старейших в Беларуси: в 2007 году она отметила своё 175-летие.
Осуществляет государственный санитарный надзор по обеспечению санитарно-эпидемического благополучия населения ГУ «Пинский зональный центр гигиены и эпидемиологии».

## Образование и наука
В Пинске насчитывается 35 детских дошкольных учреждений. Действуют три внешкольных учреждения: Городской экологический центр учащихся, Центр технического и художественного творчества учащихся, Центр детского и юношеского туризма.
В городе работают 18 общеобразовательных школ, из них три гимназии, кроме того, — две музыкальные школы, детская хореографическая школа, школа изобразительного искусства. В сфере среднего специального образования представлены семь средних специальных учебных заведений (из них шесть колледжей — «Пинский государственный аграрно-технический колледж имени А. Е. Клещёва», «Пинский государственный аграрный технологический колледж», «Пинский государственный колледж искусств», «Пинский государственный медицинский колледж», "Пинский колледж УО «БрГУ имени А. С. Пушкина», «Филиал БрГТУ Пинский индустриально-педагогический колледж»).
В сфере высшего образования — с 2006 года Полесский государственный университет. Университет готовит специалистов по 7 специальностям и 12 специализациям.

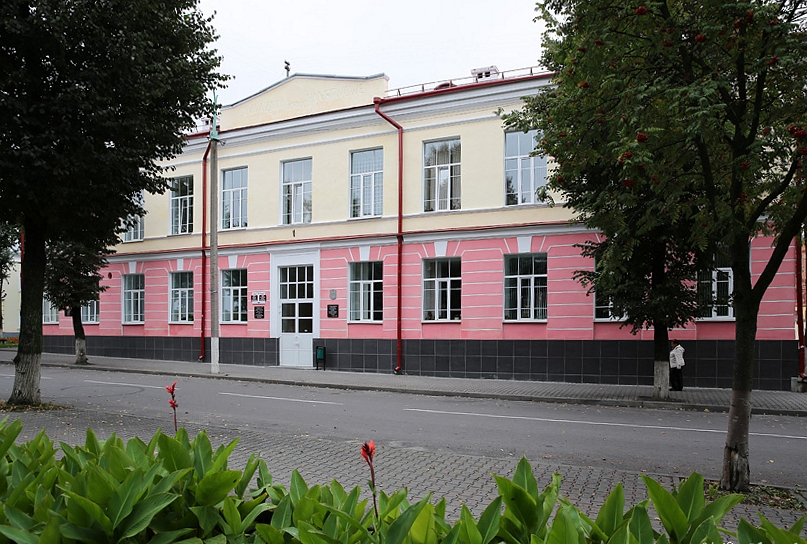
Гимназия
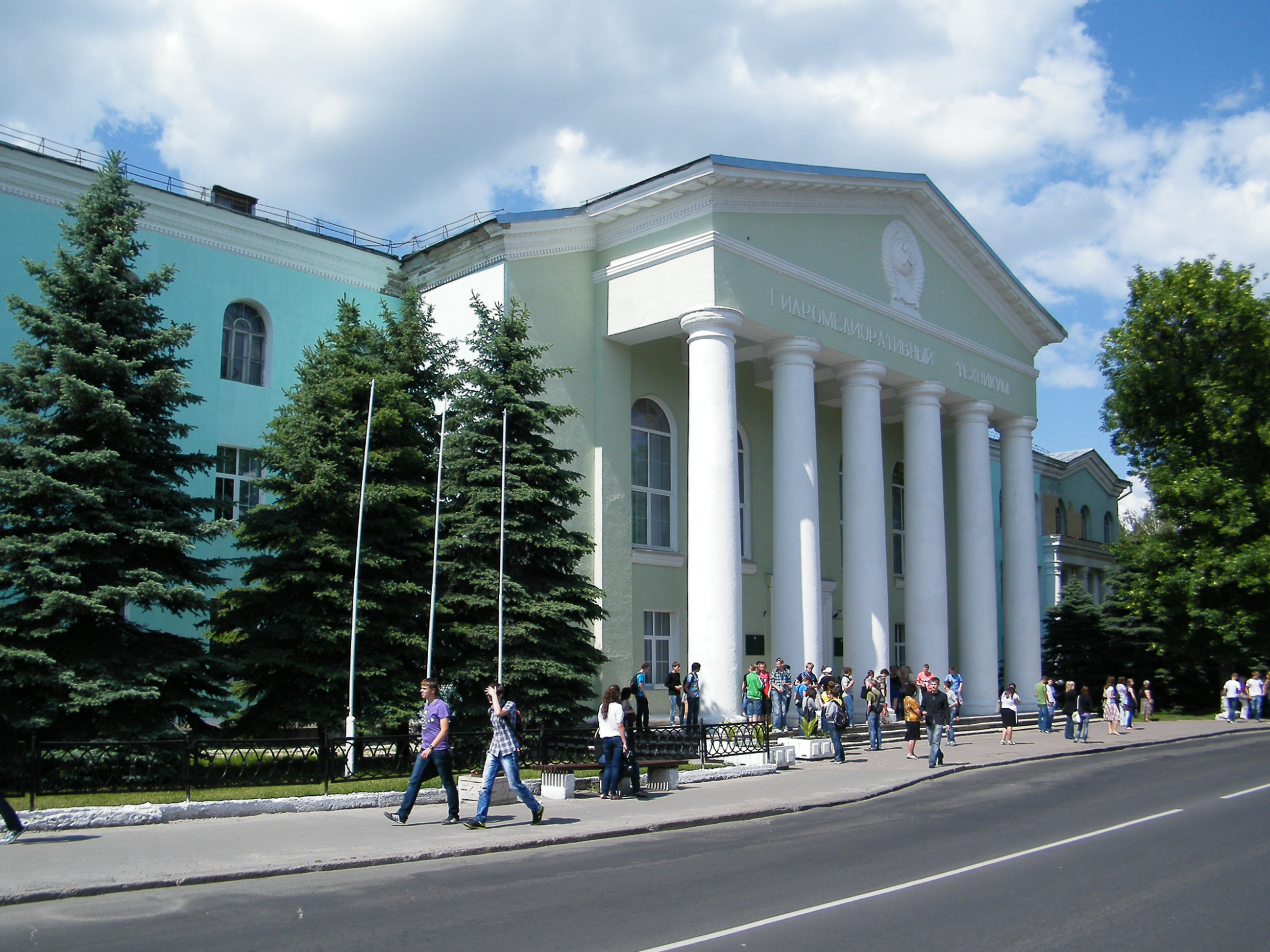
Гидромелиоративный техникум
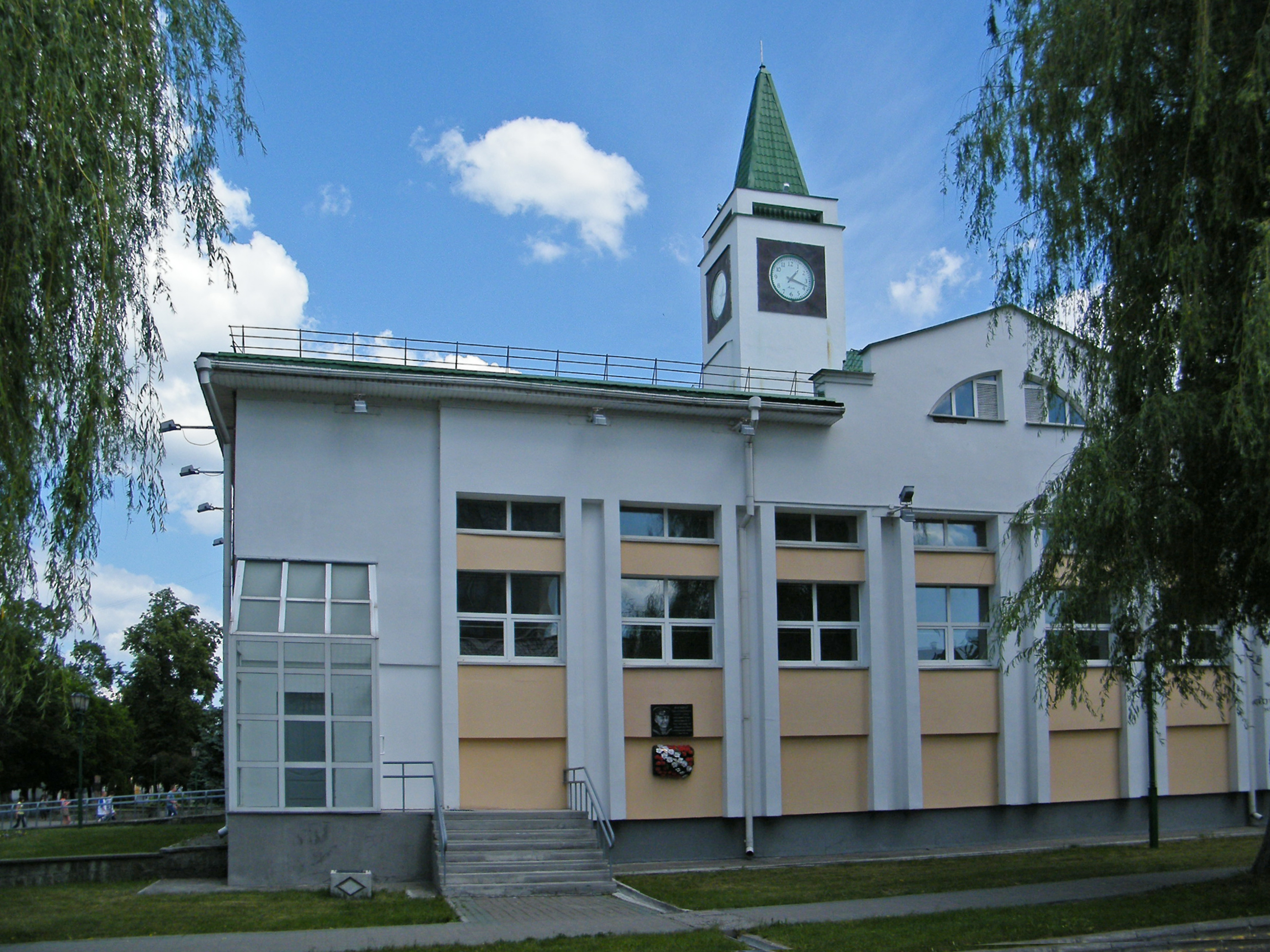
1-й корпус Полесского университета
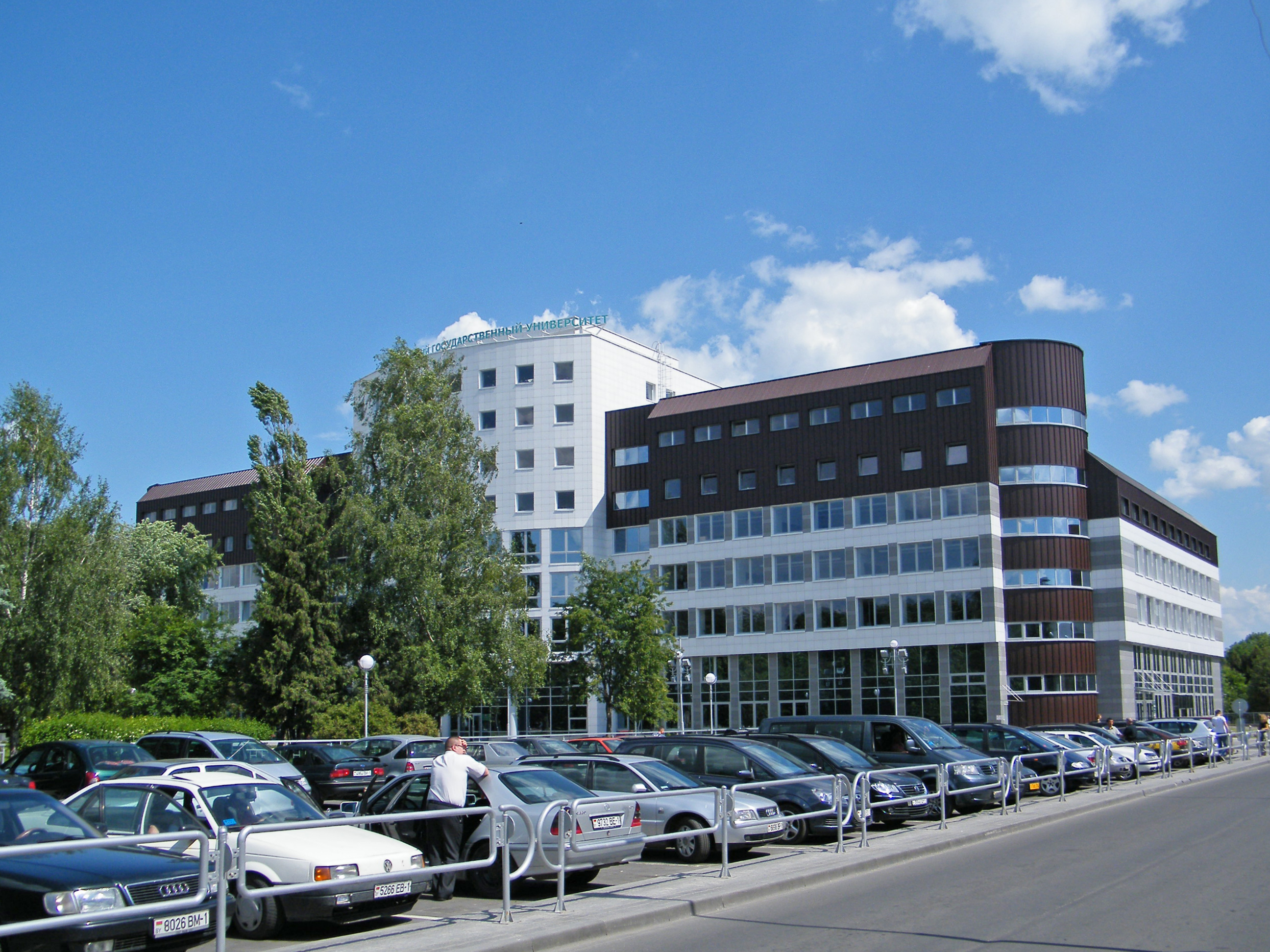
3-й корпус Полесского университета

## Культура и искусство

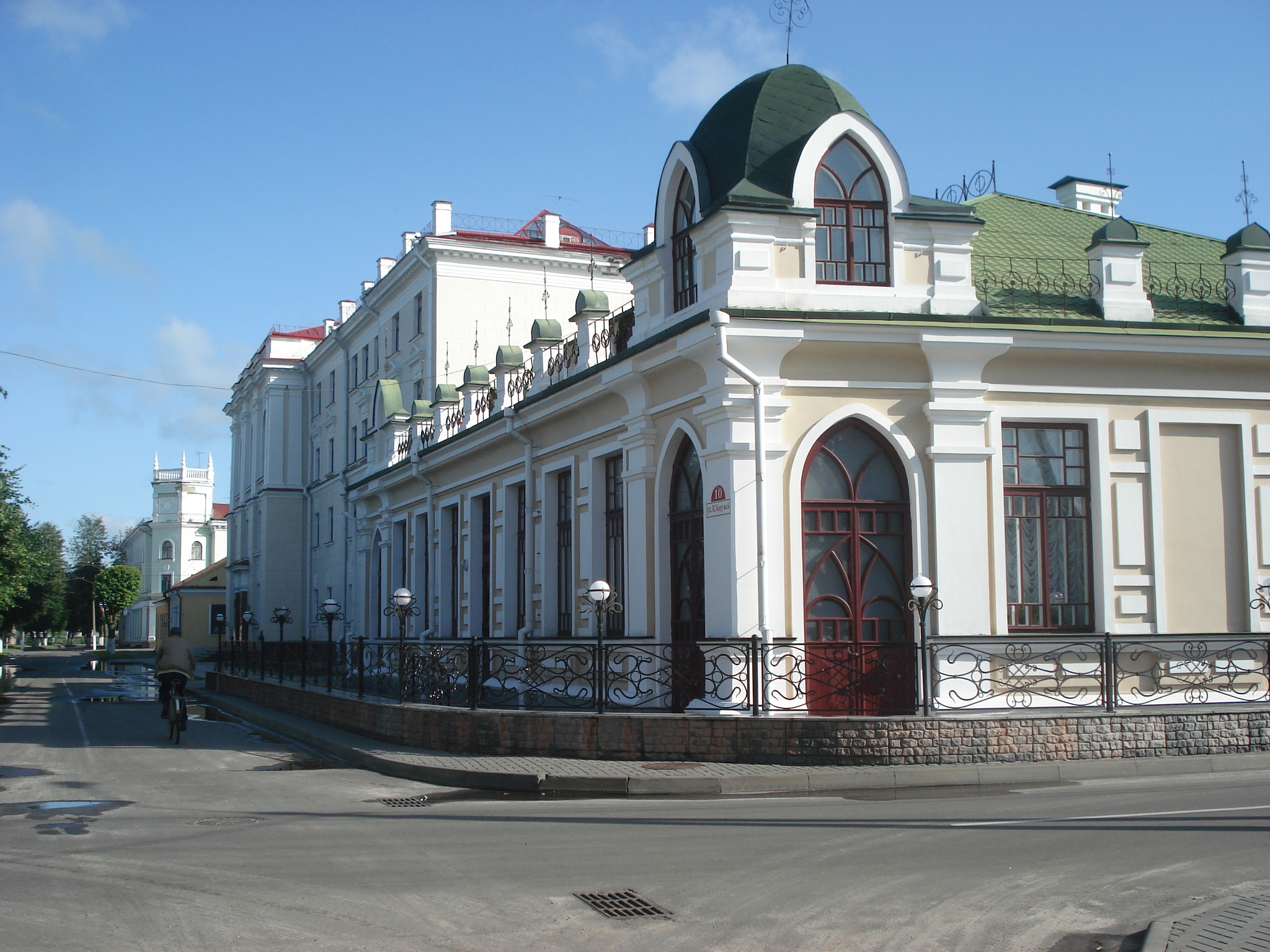
Полесский драматический театр

В Пинске функционируют городской Дом культуры, Городской Центр культуры и творчества, Дом культуры ЗАО «Пинскдрев», Музей Беларуского Полесья (35,7 тыс. посетителей в 2016 году), городской парк культуры и отдыха, Полесский драматический театр, кинотеатр «Победа», городской концертный зал.
Действует централизованная библиотечная система, в которую входят центральная библиотека для взрослых, детская библиотека и семь филиалов с общим книжным фондом 600 тыс. экземпляров. В 1986 году построена детская библиотека, в фондах которой более 100 тыс. книг.
В городе насчитывается более 100 коллективов художественной самодеятельности: хоровые, хореографические, театральные, инструментальные, вокальные, эстрадно-цирковые. 34 коллектива имеют звание «народный» и «образцовый». Ансамбль песни и танца «Полесские зори» городского Дома культуры носит почётное звание «Заслуженный любительский коллектив Республики Беларусь».
В Пинске действует 5 учебных заведений, где обучается более 1,5 тыс. учащихся, колледж искусств, детские музыкальные школы № 1, № 2, детская хореографическая школа, детская школа изобразительного искусства.
Раз в два-три года в конце весны — начале лета в Пинске проходит Международный фестиваль фольклора «Палескі карагод». В последний месяц зимы в Пинске традиционно проходят творческие встречи под общим названием «Февральские музыкальные вечера». Раз в два года в апреле проходит традиционный праздник гитарной музыки «Королинская фиеста». Также раз в два года в мае проходит музыкальный праздник «Виват, баян!». Весной и в начале осени в окрестностях Пинска проходит международный мотофестиваль «Пинск».
В 2006 городской Совет утвердил гимн Пинска (музыка Олега Венгера, слова Валерия Гришковца).
На данный момент в Пинске существует около 10 рок-групп.
В 2019 году Пинск был объявлен Культурной столицей Беларуси.

## Религия
Пинск — центр Пинской и Лунинецкой епархии Белорусского экзархата Русской православной церкви, а также центр католического Пинского диоцеза. В 1993 году открыт Пинский Свято-Варваринский монастырь.
12 сентября 2001 года, благодаря усилиям кардинала Казимира Свёнтека, состоялось открытие возрождённой межъепархиальной католической Высшей духовной семинарии имени Св. Фомы Аквинского. Семинария располагается в здании бывшего францисканского монастыря. Декрет об открытии семинарии подписал 31 мая 2001 года папа Иоанн Павел II.

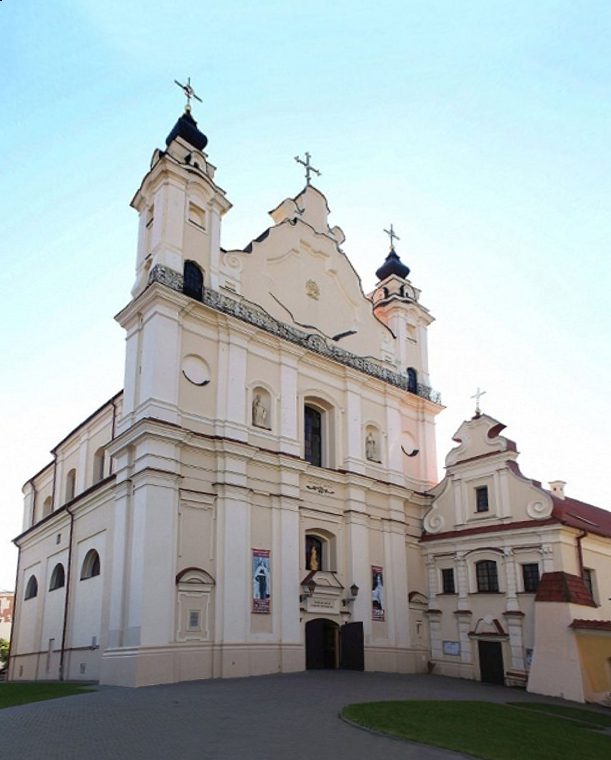
Собор вознесения Пресвятой Девы Марии
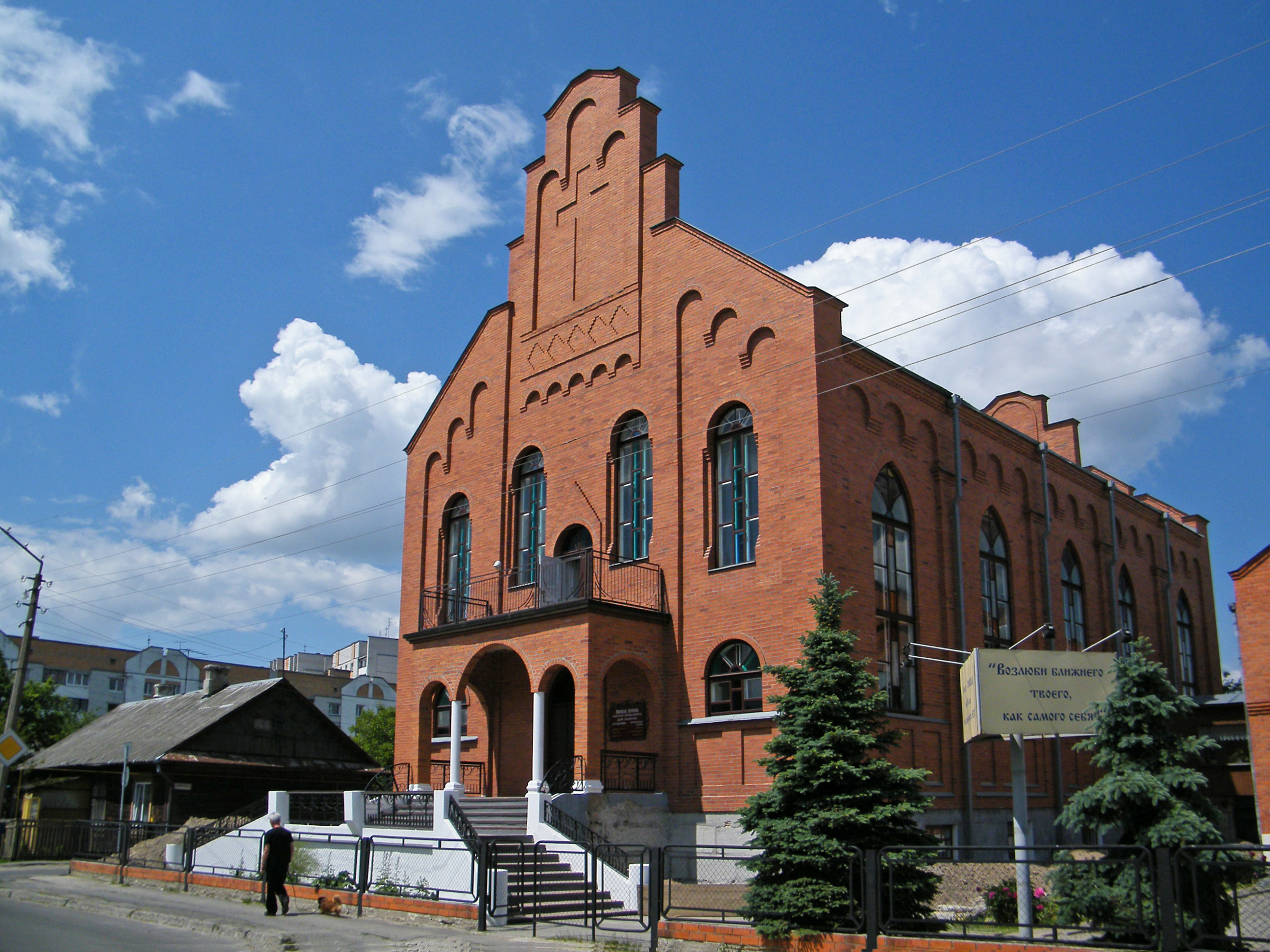
Баптистская церковь
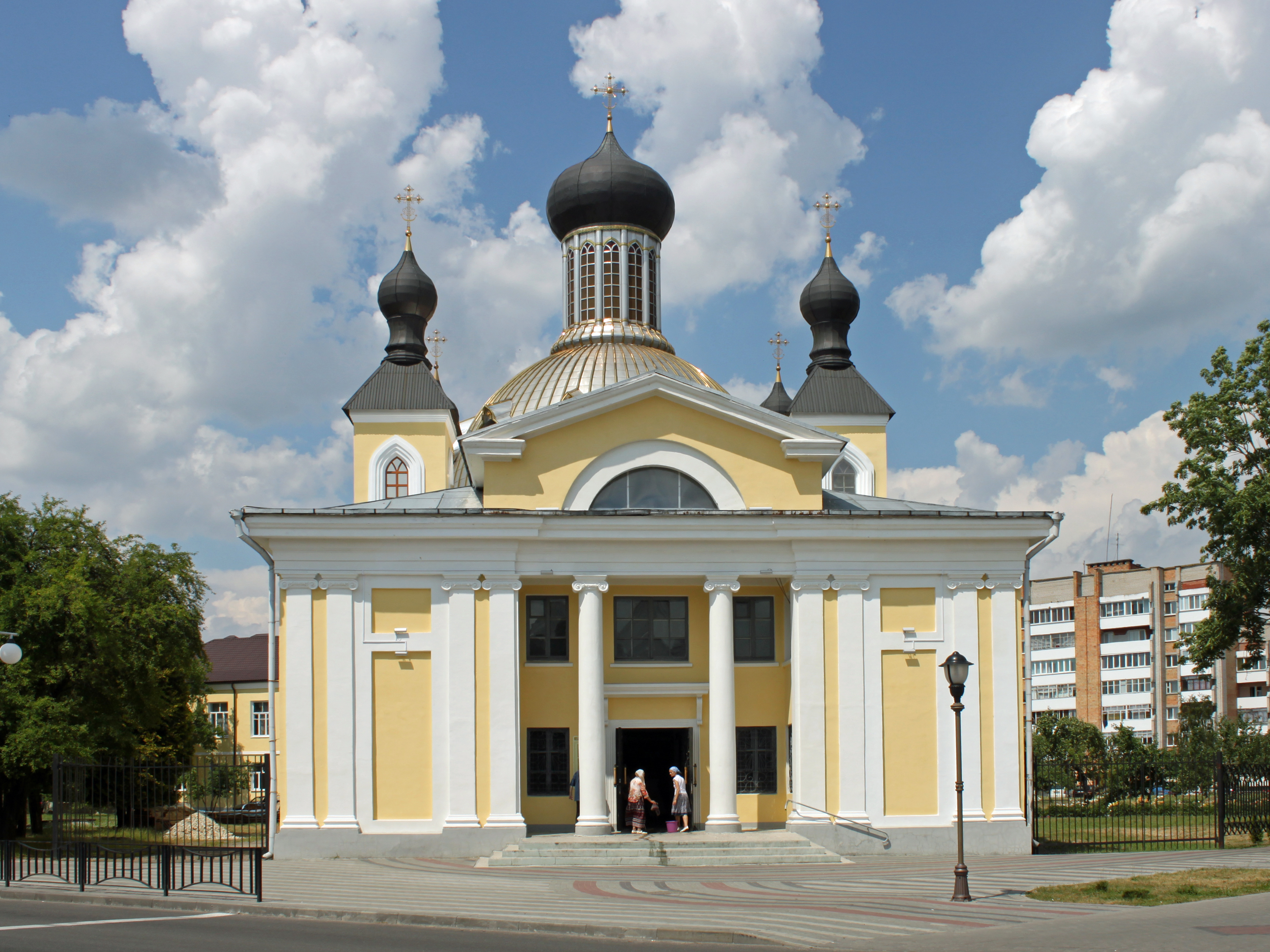
Свято-Варваринский женский монастырь

Пинск — центр Карлин-Столинского направления хасидизма, в городе действуют две синагоги.

## Достопримечательности
Пинск — второй по числу сохранившихся памятников архитектуры в Беларуси, после Гродно.
На протяжении столетий в Пинске возводились гражданские и культовые постройки, в которых сохранялись не только местные традиции и черты Полесского зодчества предыдущих эпох, но и использовались достижения европейской архитектуры. Многочисленные войны и восстания, прошедшие через Пинск, уничтожили большую часть культурного наследия города.
В XII веке в центре Пинска был древнерусский детинец с церковью и торговой площадью, вокруг которых полукольцом размещалась деревянная плотная застройка с оборонительными укреплениями. Архитектурный облик города в XVI в. определяли Троицкий мост, две брамы, 14 церквей, 3 православных монастыря (Лещинский, Варваринский, Богоявленский). В XVII—XVIII вв. возведены каменные сооружения в центре города: иезуитский коллегиум и костёл, кляшторы и костёлы францисканцев, бернардинцев, доминиканцев и кармелитов, ратуша, дворец Бутримовича, в предместье Каролин — замок Вишневецкого, костёл Карла Барамея.
В соответствии с планами застройки 1800, 1824, 1856 сохранена радиально-кольцевая система планировки улиц, прорезаны две магистрали (современные улицы Брестская и Первомайская), на севере возникли новые кварталы. В советское время город развивался вдоль реки Пина.

### Планировка и застройка Пинска
В начале XVII век в Пинске начинает формироваться центр города. Основу внутренней планировки города составляли улицы. Источниками для их названий служили личные имена князей и горожан, географические названия, природные условия местности, ремесленные занятия части мещан, национальная принадлежность жителей. С XVI века известны названия улиц: Большая Спасская, Замковая, Воровская и другие. Улицы вымащивались лесом, что было особенно важно в условиях большой заболоченности городской территории. Булыжные мостовые на центральных улицах Пинска появились в конце XIX века. В городе сохранилась часть его старинной радиально-полукольцевой планировки.

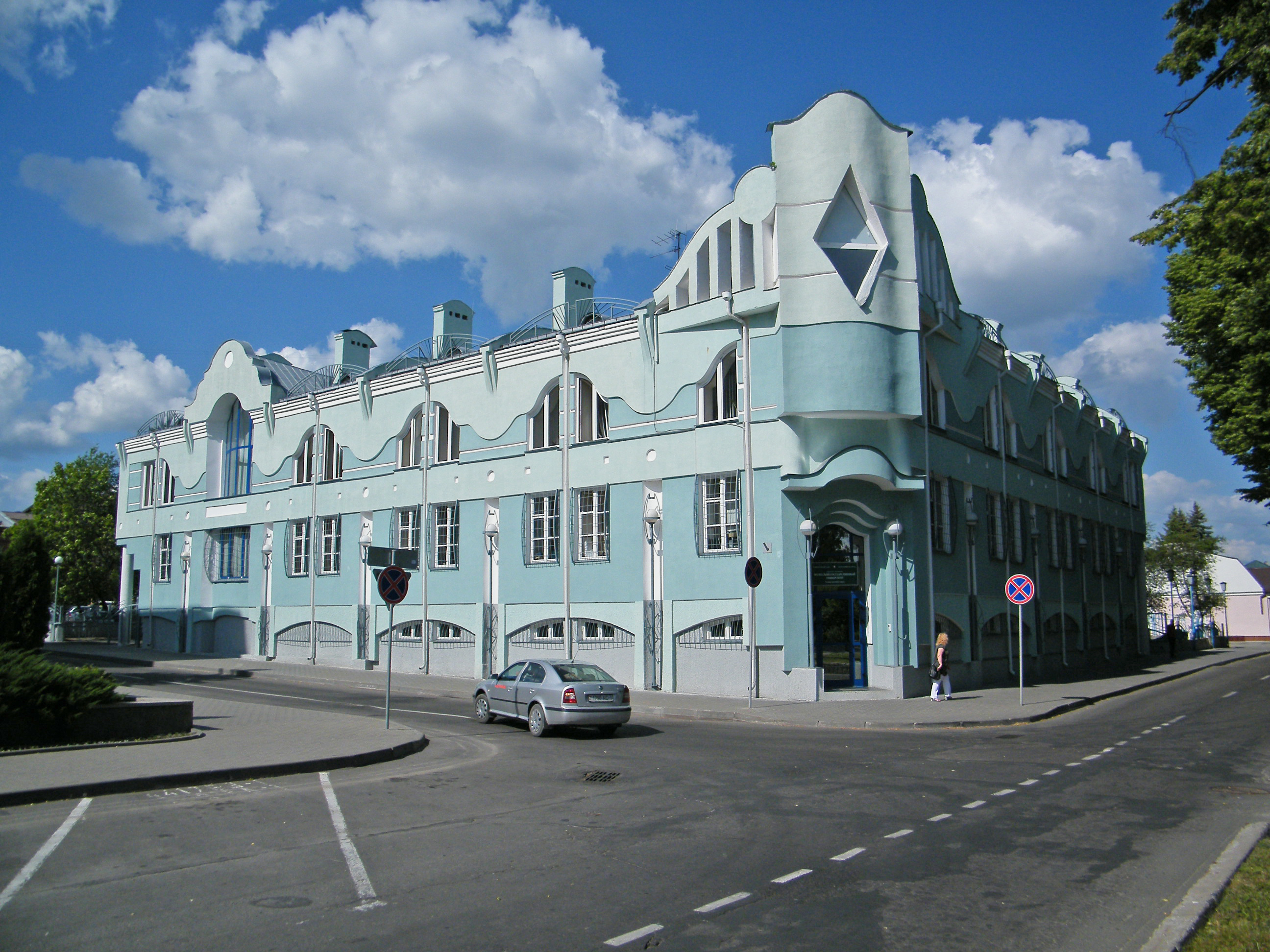
Административный корпус Полесского государственного университета
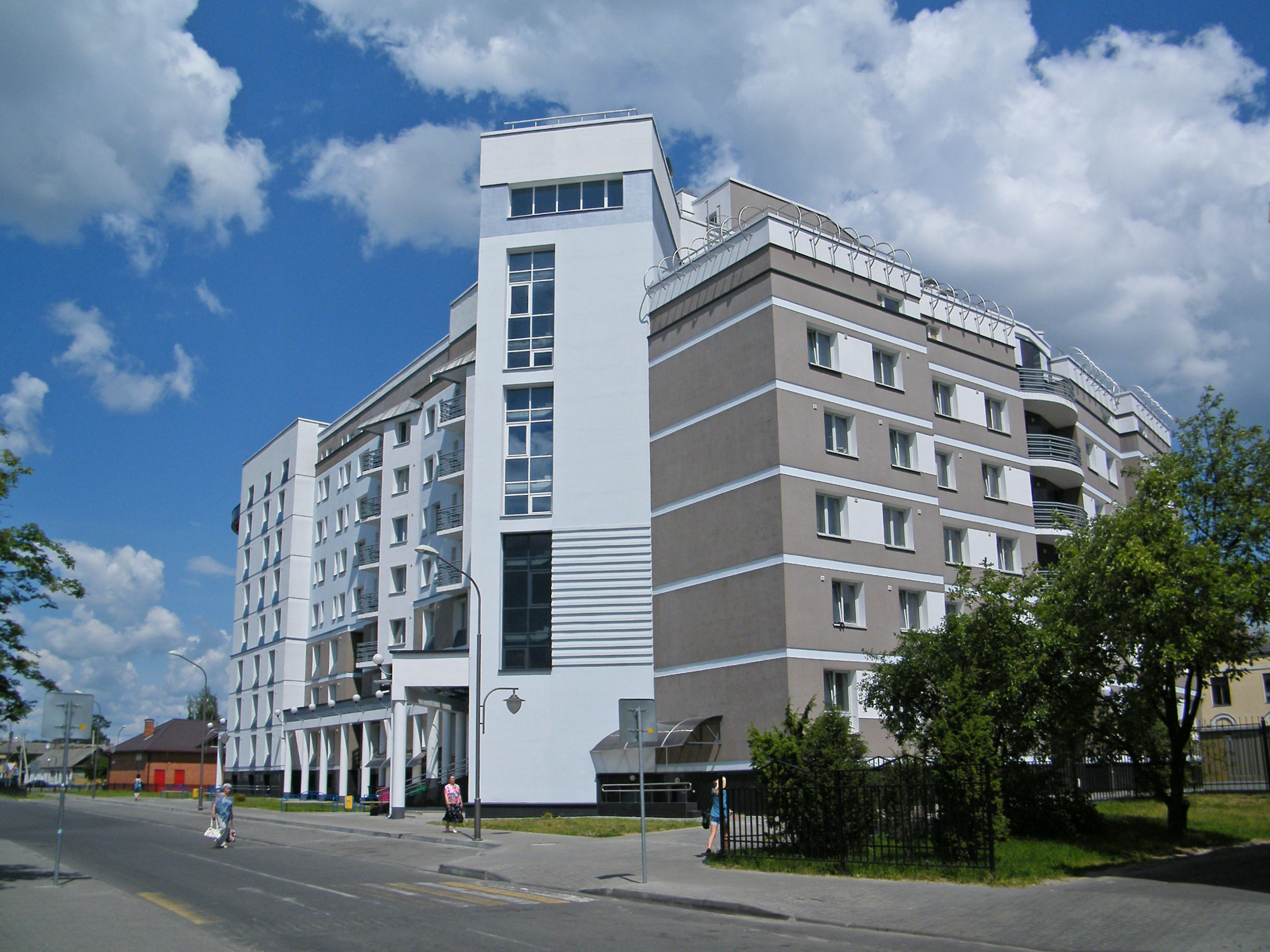
Общежитие университета
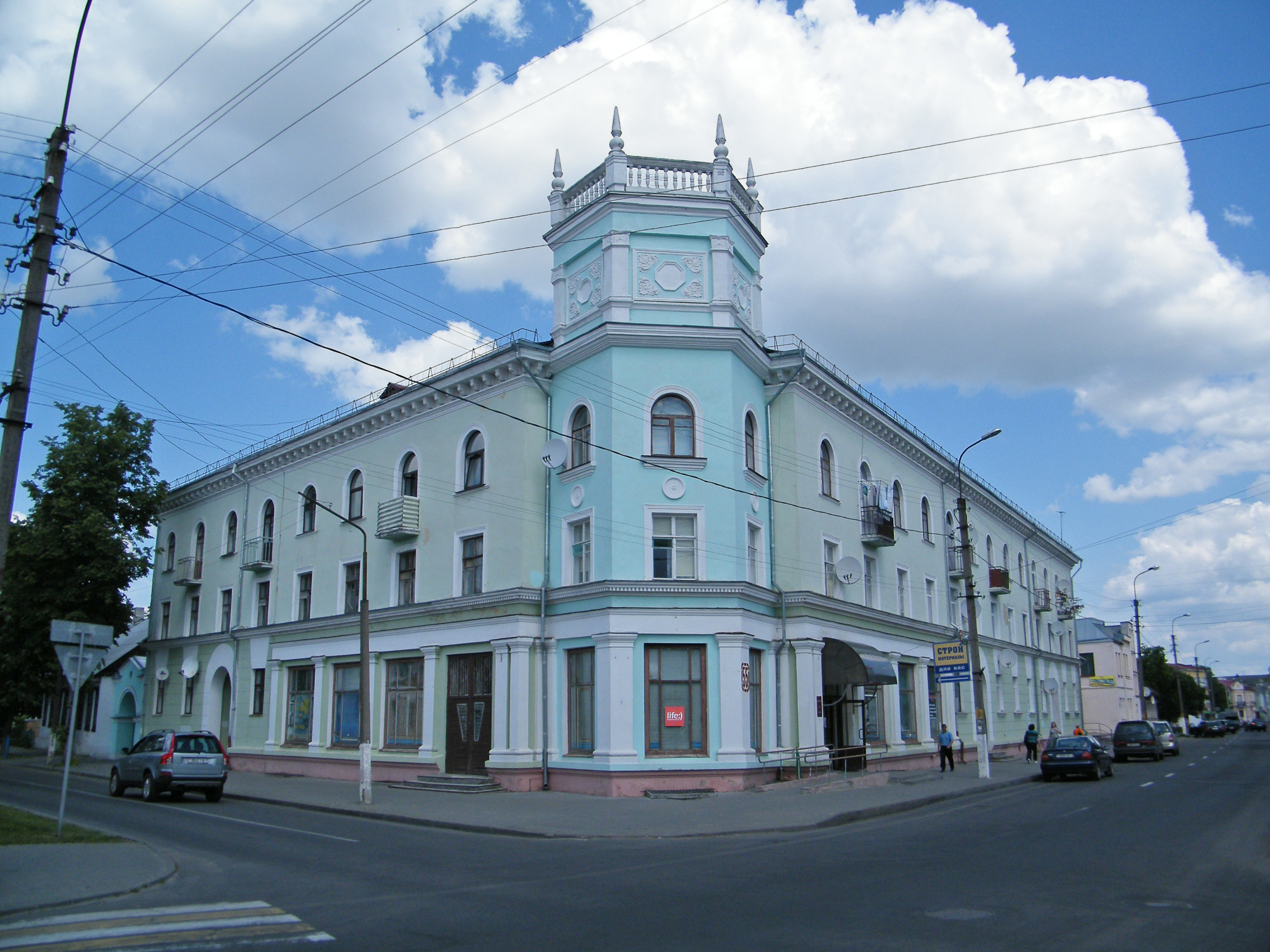
Здание советского времени постройки
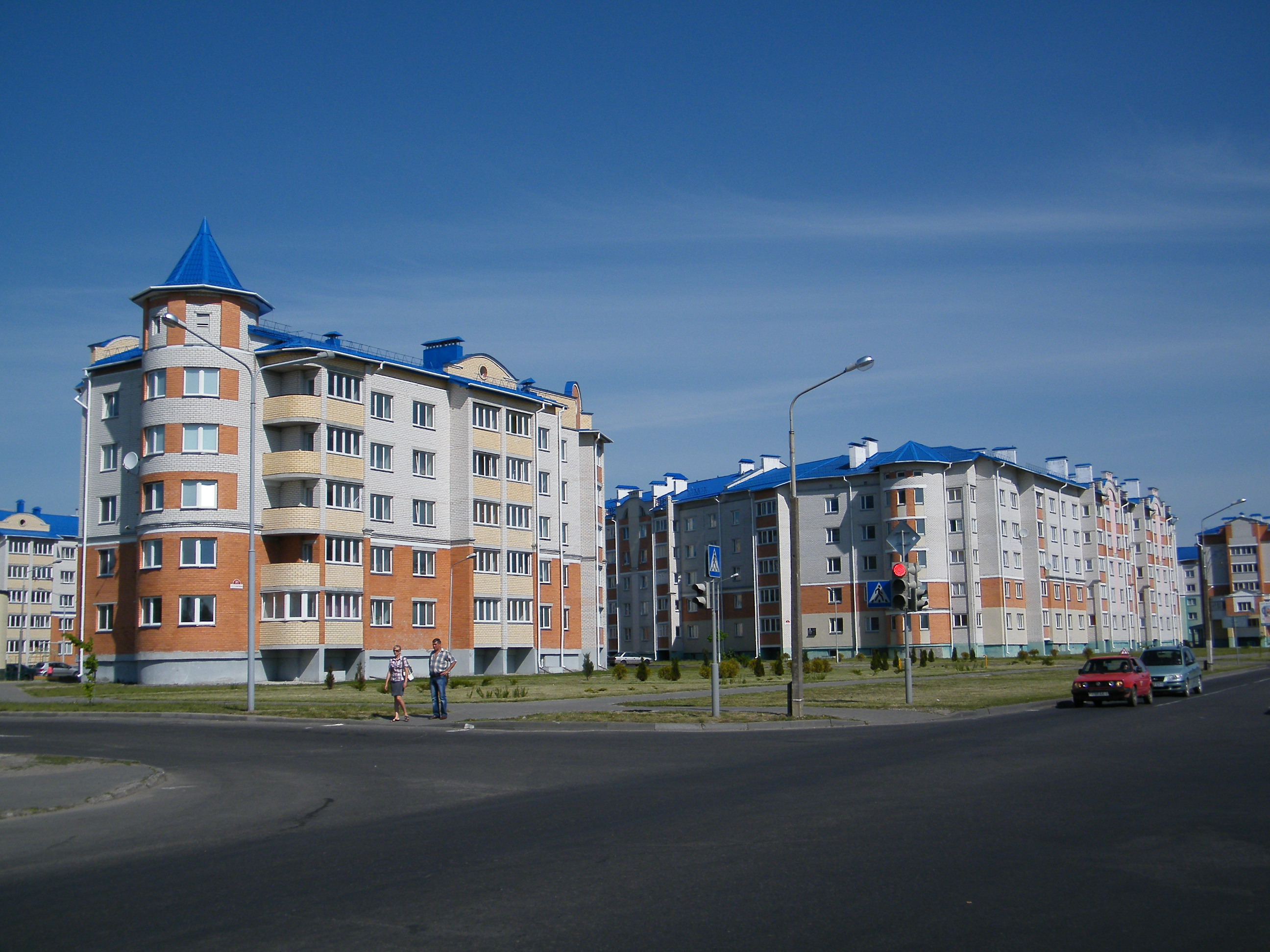
Новые жилые дома на улице Солнечной

### Набережная
Возведённая в 1948 году на энтузиазме патриотически настроенной молодёжи, набережная стала своеобразной визитной карточкой города. Вдоль всей набережной проходит улица Днепровской флотилии. Последняя реконструкция набережной приостановлена в августе 1991 года. Было решено воссоздать исторический вид набережной, однако проект так и не был осуществлён.
Очень часто набережную окутывают густые туманы. Именно эти туманы позволили знаменитому русскому поэту «серебряного века» Александру Блоку сравнить Пинск со сказочным «градом Китежем».
В 2008 году открыта «Новая набережная», длина которой около 300 метров, находится на территории спортивного комплекса «Волна». В конце 2011 года «Новая» и «Старая» набережные объединились и теперь на «Новую набережную» можно добраться вдоль реки без препятствий.

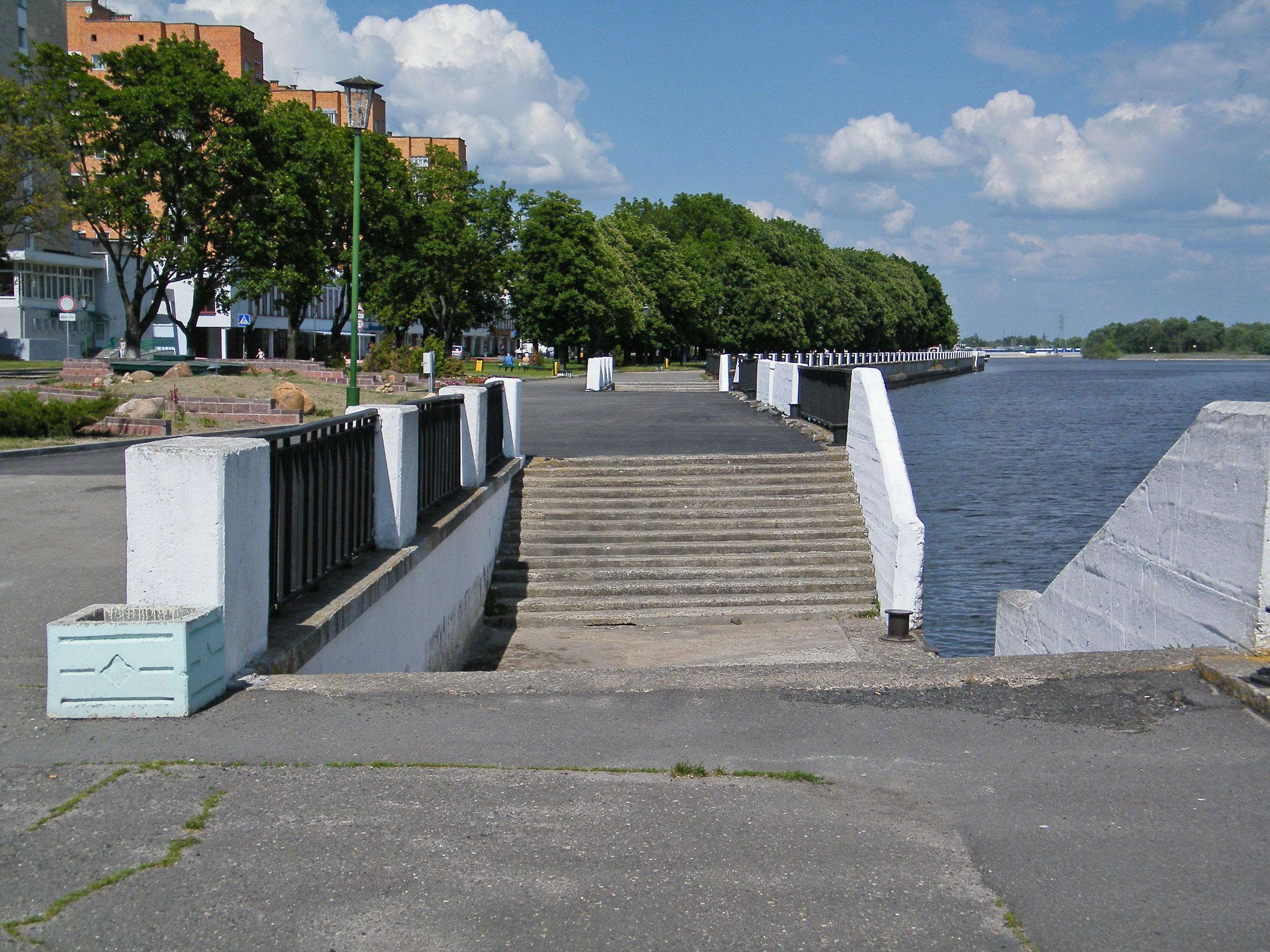
Набережная советского времени
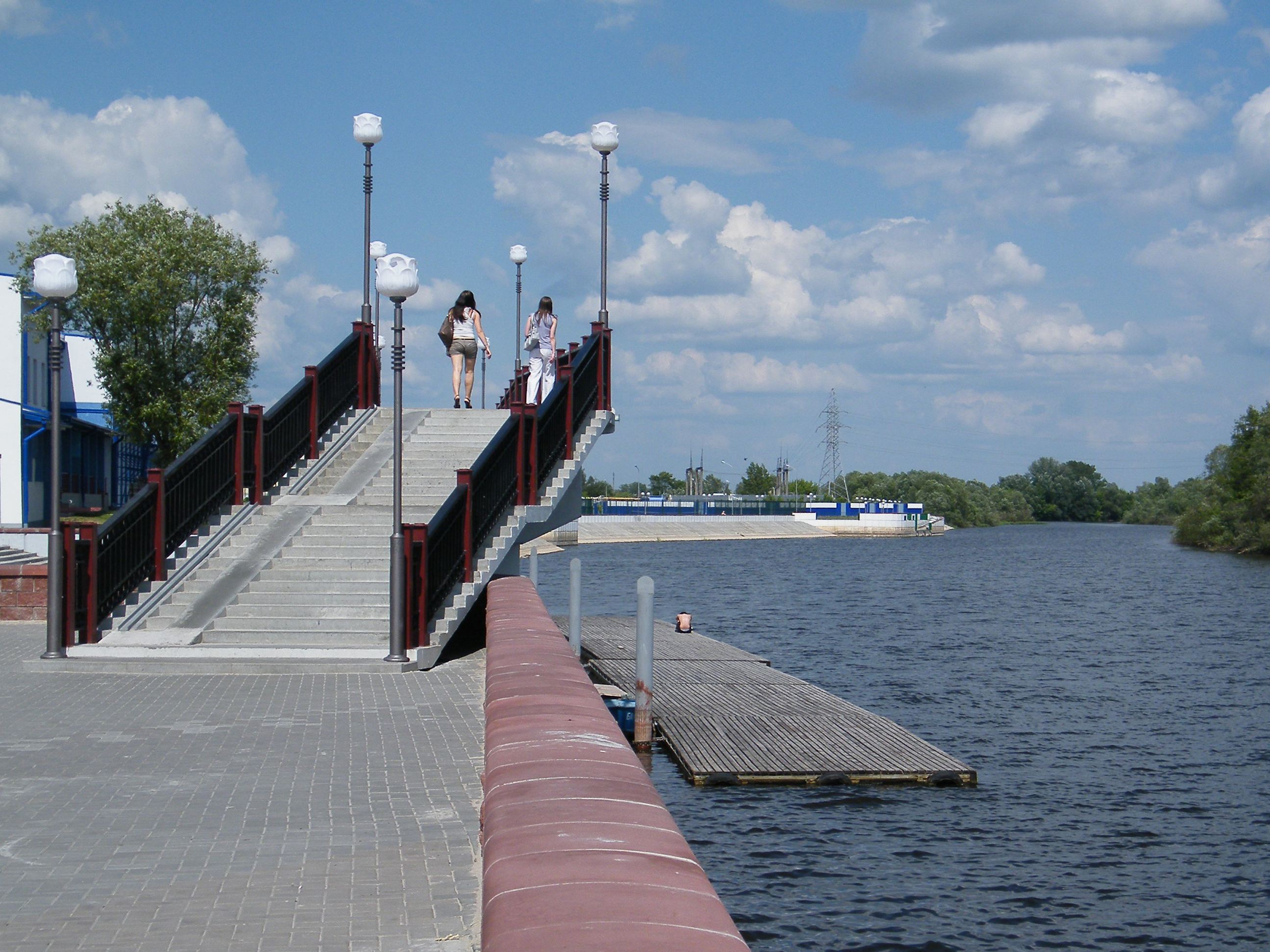
Новый участок набережной
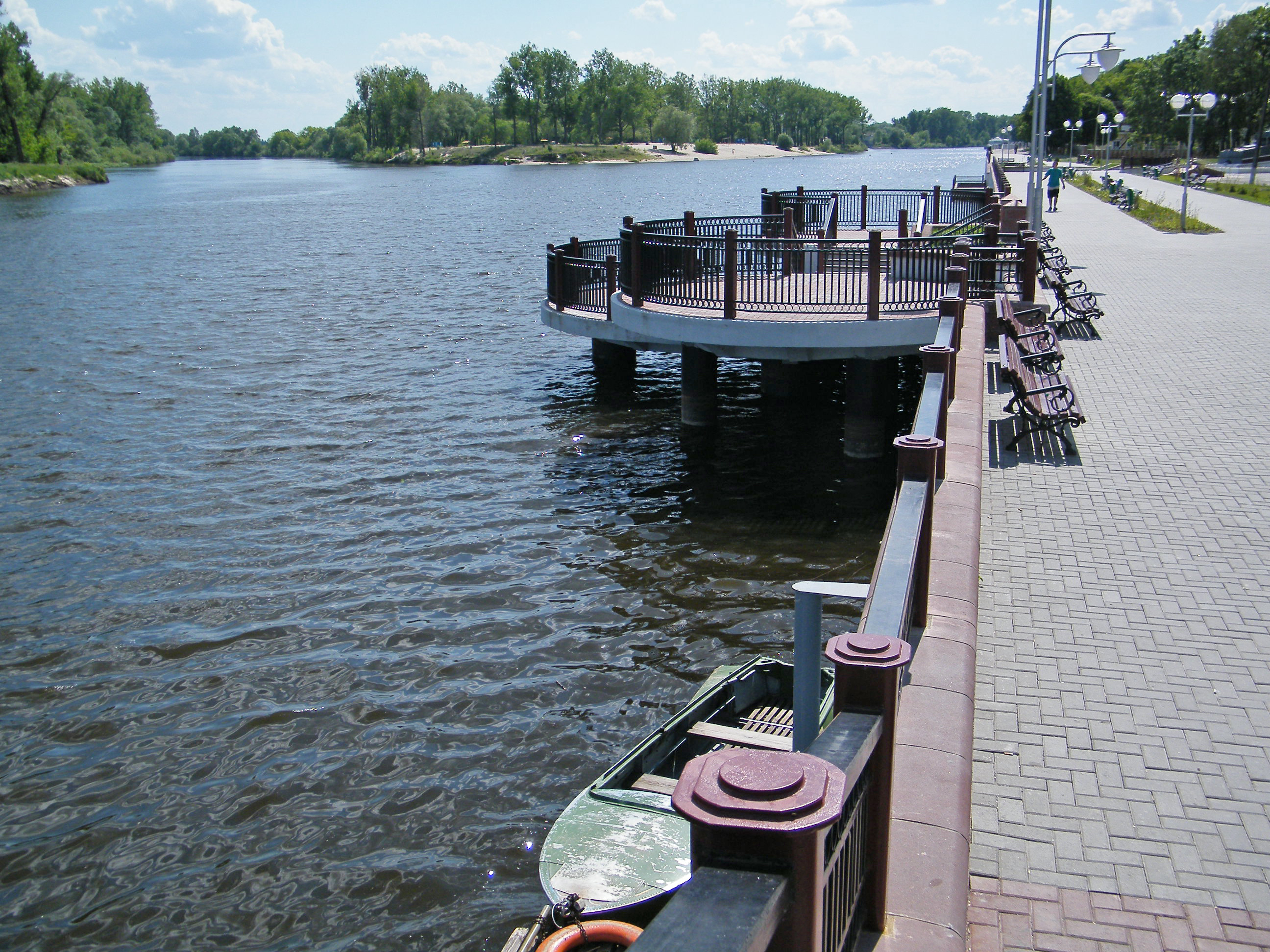
Фрагмент новой набережной
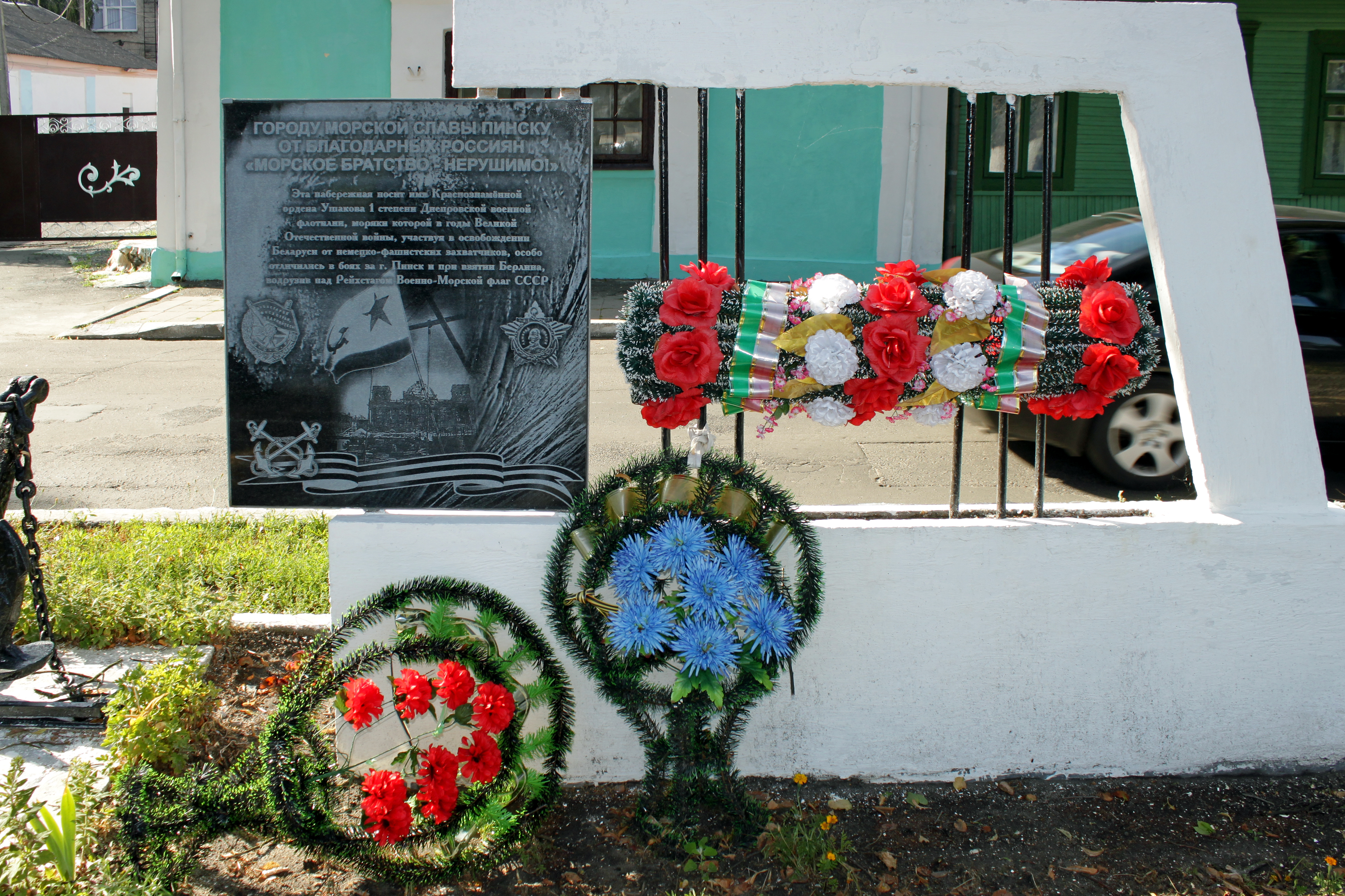
Памятный знак на набережной

### Кладбище на Спокойной улице
Единственное сохранившееся историческое кладбище в Пинске. Оно включают в себя католическое, православное, еврейское, общегородское и воинские захоронения.
Первые могилы на католической части кладбища относятся к началу XIX столетия. Часть надгробий и оград XIX — начала XX столетии выполнены на высоком художественном уровне из ценных материалов, представляют искусство белорусских и пинских скульпторов, камнерезчиков, литейщиков и кузнецов.
Кладбища закрыты для захоронений. В 1993 году им придан статус комплексной ценности.
1 октября 2021 года открыта мемориальная доска по увековечению памяти жертв Первой мировой войны (кладбище по ул. Спокойной). Приурочено к празднованию дня города (2 октября 2021 года Пинск отметил 924-ю годовщину со дня основания города).

### Список памятников истории и архитектуры

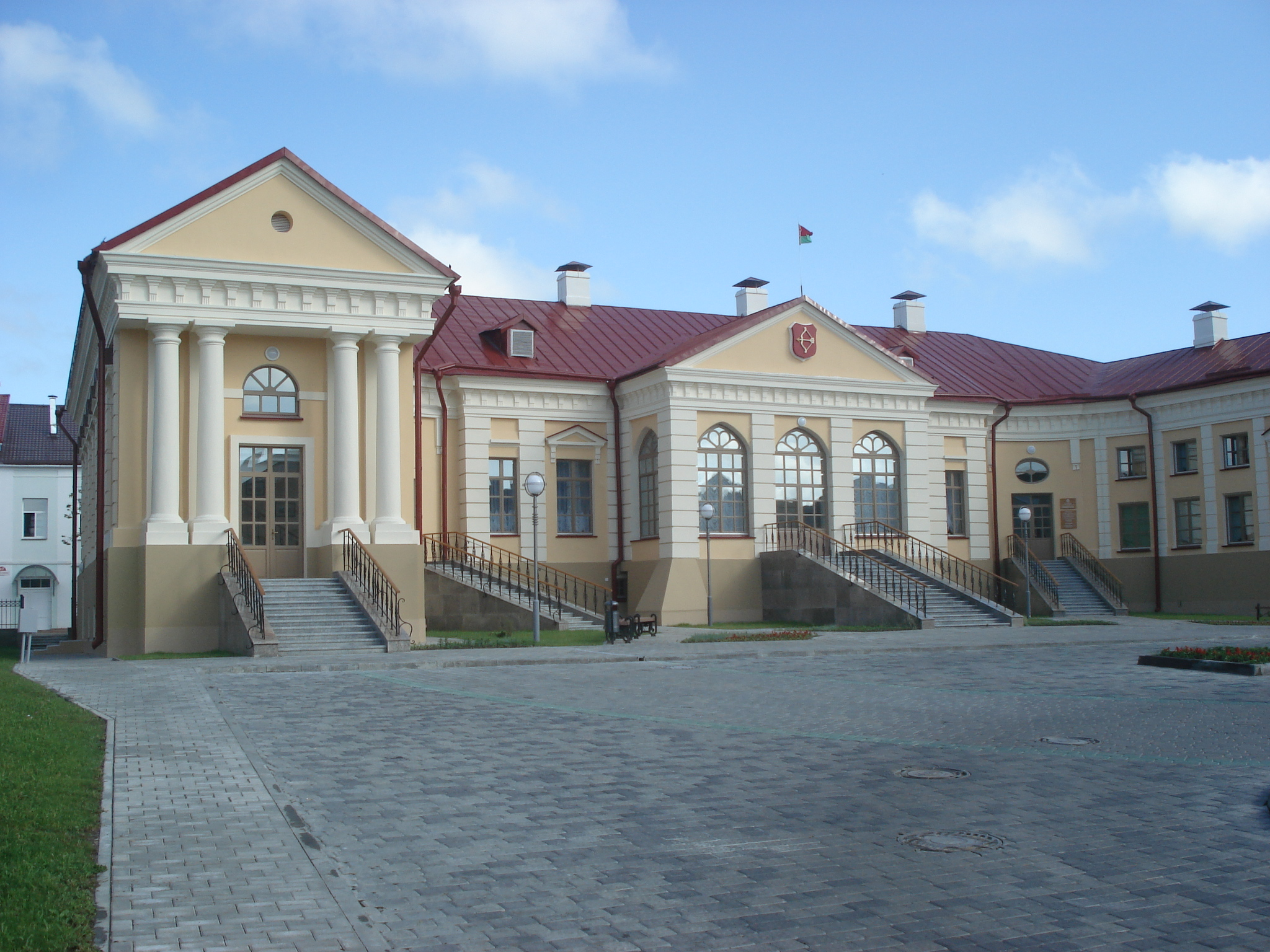
Дворец Бутримовича

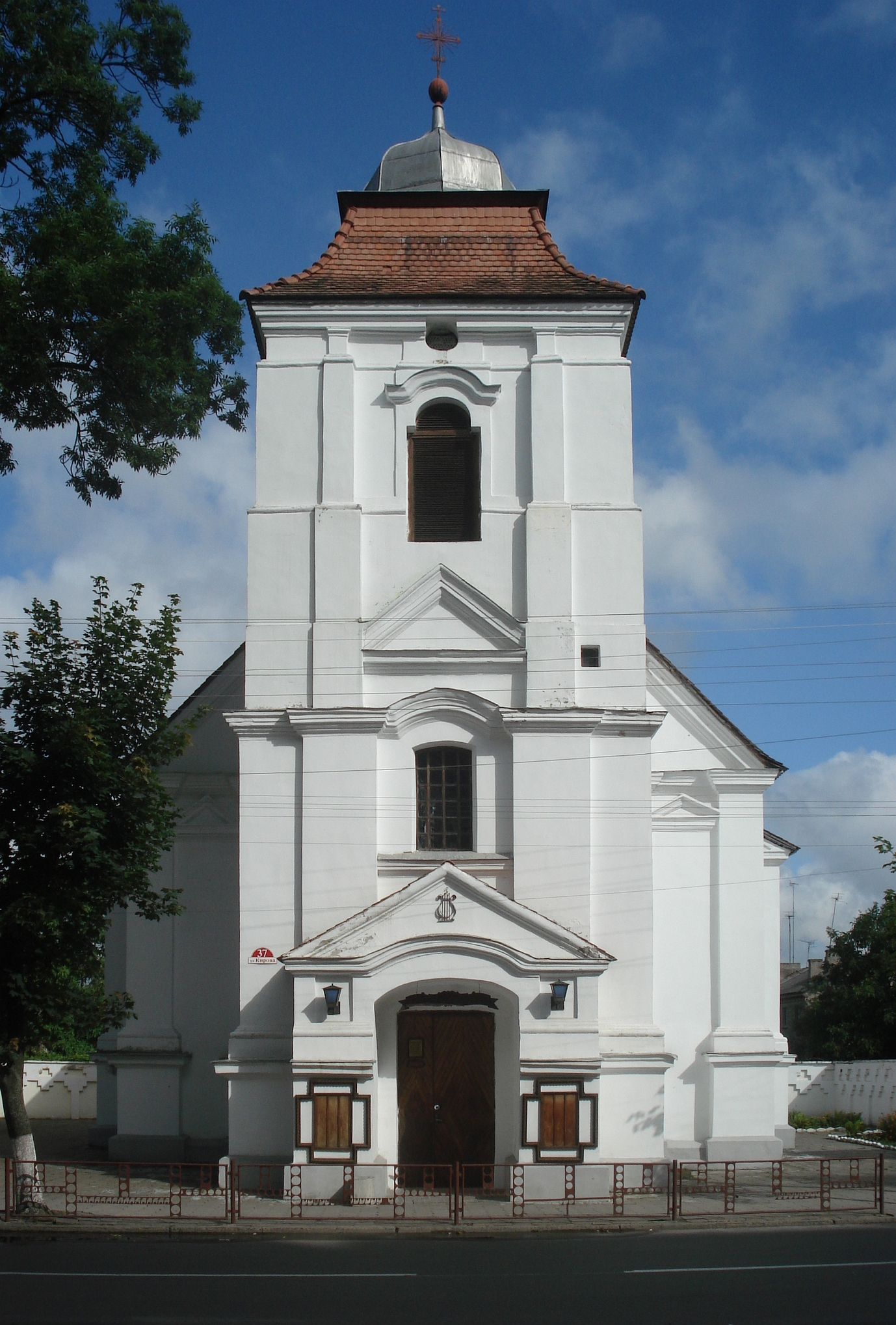
Костёл Карла Борромео

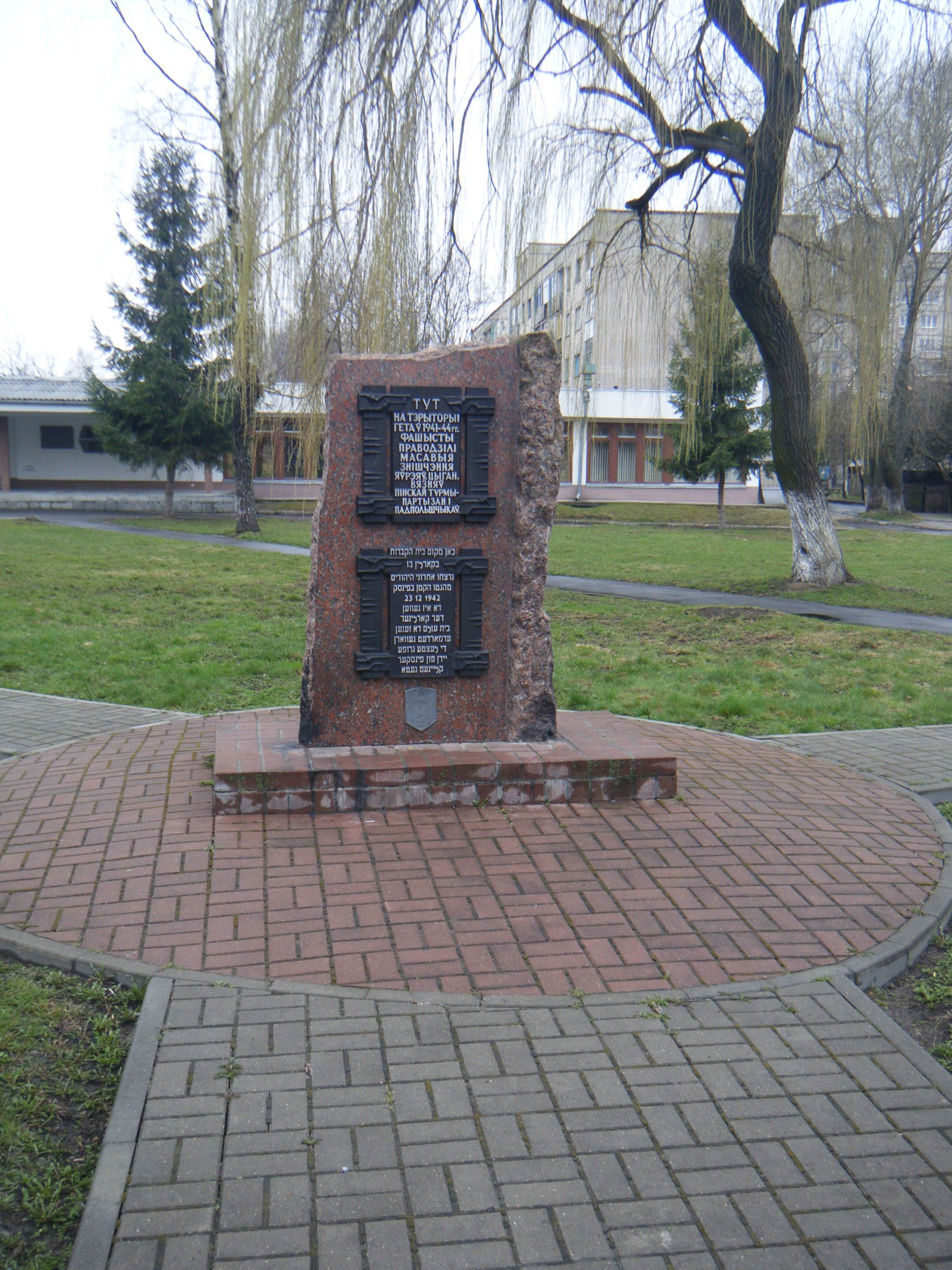
Мемориал на месте массовых убийств евреев пинского гетто во время Холокоста

- Городище (XI—XIII вв.) —  Историко-культурная ценность Республики Беларусь, шифр 113В000532
- Парк Лещанский (XVIII в.)
- Иезуитский коллегиум[65] (постройка 1631 года). Во дворе коллегиума — трактор-памятник. В здании разместился Музей Беларуского Полесья и детская хореографическая школа[66].
- Пинский костёл св. Станислава[67].
- Костёл Карло Борромео — памятник архитектуры конца XVIII века, принадлежал монашескому ордену братьев-миссионеров святого Карло Борромео. Постройка 1770—1782 годов в стиле барокко в тогдашнем предместье Каролин. Сейчас — городской концертный зал. Отреставрирован (2013)[68].
- Бывший монастырь францисканцев с Собором Вознесения Девы Марии — один из самых больших архитектурных ансамблей Беларуси стиля барокко.
- Костёл Богоматери — (дерев.) (постройка 1820 года). Был расположен на кладбище по ул. Спокойной и полностью разрушен в 1990-х годах.
- Дворец Бутримовича (постройка 1794 года). Архитектура — от барокко к классицизму с фрагментами канонической формы. Сейчас — городской отдел ЗАГС.
- Усадьба Осмоловских (XIX—XX вв.)
- Православный храм «Воскресения Словущего».
- Административное здание Пинско-Лунинецкой православной епархии.
- Дом по ул. Ленина, 39 с мемориальной табличкой в память о том, что в этом здании учился Хаим Вейцман — первый президент государства Израиль.
- Свято-Феодоровский собор[69].
- Часовня (XVII в.)
- Варваринская церковь — бывший бернардинский костёл (1786).
- Синагога (1900)
- Башня-звонница (начало XIX век).
- Дворянское училище, первая гимназия (1858 год), ныне городской отдел образования.
- Первое здание почты (конец 1920-х годов).
- Польский банк (конец 1920-х годов), ныне Полесское отделение Белагропромбанка.
- Синематограф «Казино» (1912 год), ныне Полесский драматический театр.
- Жилые дома: (1930-е годы) — ул. Советская, 6, ул. Брестская, 11 (2-я половина XIX — начало XX веков), ул. Днепровской флотилии, 5 (1920—1930 годы).
- Частный дом Грегоровича (1920—1930 годы) — ул. Комсомольская, 1.
- Мемориал на месте массовых убийств евреев Пинска во время Холокоста.
- Мемориальный камень на месте массовых убийств евреев пинского гетто во время Холокоста.
- Жилой дом (1917 год) — ул. Горького, 36, ул. Горького, 70.
- Банк общества взаимного кредита (конец XIX — начало XX веков) — ул. Заслонова, 8. Сейчас — детская школа искусств.
- Уездное староство (конец XIX — начало XX веков), — ул. Днепровской Флотилии, 33.
- Отделение Азово-Донского Банка (1912—1915 годы), городской магистрат (1920—1930 годы), ныне жилой дом — ул. Заслонова, 12.
- Жилые и общественно-административные здания (конец XIX-начало XX веков), ныне дома и типография — ул. Ленина, 38, 40.
- Характерные жилые дома 1930-х годов — ул. Горького, 44, 46.
- Гостиница Гилера (1920-е годы) — ул. Горького, 68.
- Гостиница Басевича (начало XX века) — ул. Ленина, 27.
- Здания банка и магазинов (с 1900 по 1920 год), ныне аптека, магазины — ул. Ленина, 13—25.
- Жилой дом (до 1917 года), ныне административное здание, магазин — ул. Первомайская 21.
- Жилые дома и магазины (начало XX века) — ул. Первомайская 20—24.
- Кондитерская и ресторан Грегоровича (начало XX в.), ныне магазины — ул. Ленина, 34.
- Общеобразовательная школа (до 1917 года), ныне детская школа искусств № 4 — пл. Октября, 6.
- Гостиница Колодного (конец XIX век), ныне административное здание, магазины — ул. Ленина, 5.
- Амбразуры береговых дотов, Боевой корабль «БК-92», Братская могила и Вечный огонь.
- Дом Шмита, 1925—1928 гг. — ул. Ленина, 2.

### Памятники, скульптура
- Памятник В. И. Ленину
- Памятная доска на бывшем доме, в котором проживал Якуб Колас, когда работал в Пинске преподавателем.
- Памятник Ивану Чуклаю, участнику партизанского движения на Пинщине. Установлен 12 июля 1984 года на перекрёстке улиц имени Ленина и Заслонова.
- Памятник-самолёт Су-27П.
- Напротив слияния Пины и Припяти в парке имени Днепровской флотилии расположен памятник, посвящённый морякам — настоящий боевой корабль Бронекатер «БК-92», установленный на постаменте. Памятник посвящён подвигу моряков-днепровцев, высадившихся на берег Пины в ночь с 11 на 12 июля 1944 года. Открытие его в качестве памятника состоялось в День Военно-морского флота в июле 1968 года.
- Памятник морякам-днепровцам. Установлен в 1965 году в честь 20-летия Великой Победы. 29 сентября 2017 года была извлечена «капсула времени» с посланием к молодёжи 2017 года. Капсула была заложена в 1970 году и приурочена 100-летнему юбилею Ленина, а извлечь её завещали в 2017 году в день празднования столетия юбилея Великой Октябрьской революции. Была подготовлена и заложена новая капсула с посланием пинчанам 2047 года.
- Памятный знак на набережной Днепровской Флотилии[64].
- Памятный знак в честь моряков Пинской речной военной флотилии (Морякам Пинской военной флотилии героически сражавшимся в Белорусской ССР с немецко-фашистскими захватчиками в 1941 году. Командующий Пинской военной флотилии контр-адмирал Рогачёв Дмитрий Дмитриевич). Размещён в сквере на пересечении улиц Брестская и Канареева. Открыт 14 июля 2024 года в честь 80-летия со дня освобождения города от немецко-фашистских захватчиков.

### Трактор-памятник
Трактор СХТЗ-15/30, выпущенный Харьковским тракторным заводом под номером 1126, попал в белорусский Давид-Городок в 1940 году и работал на Давид-Городокской МТС. Когда в 1941 году к городу приближалась линия фронта, местный сторож разобрал трактор на отдельные части, смазал солидолом и спрятал его от немцев, закопав в землю. Когда Белорусская ССР была освобождена, трактор собрали заново, и он ещё долго работал на полях, получив личное имя «Капитан». Сейчас этот экземпляр ХТЗ находится возле Музея Белорусского Полесья. В настоящее время памятная табличка на нём обновлена.

Трактор «Капитан»
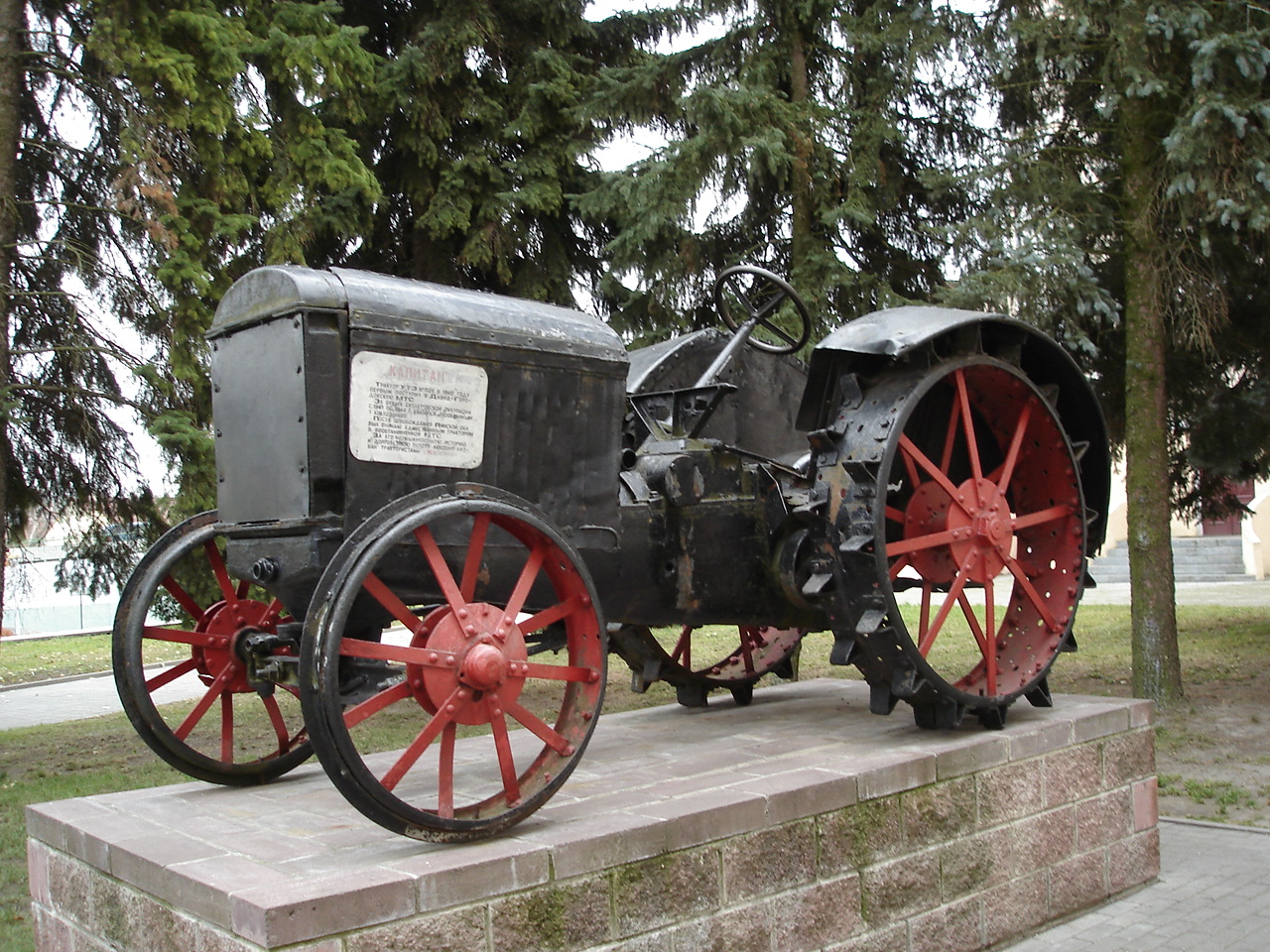
Трактор СХТЗ-15/30, 2011 год
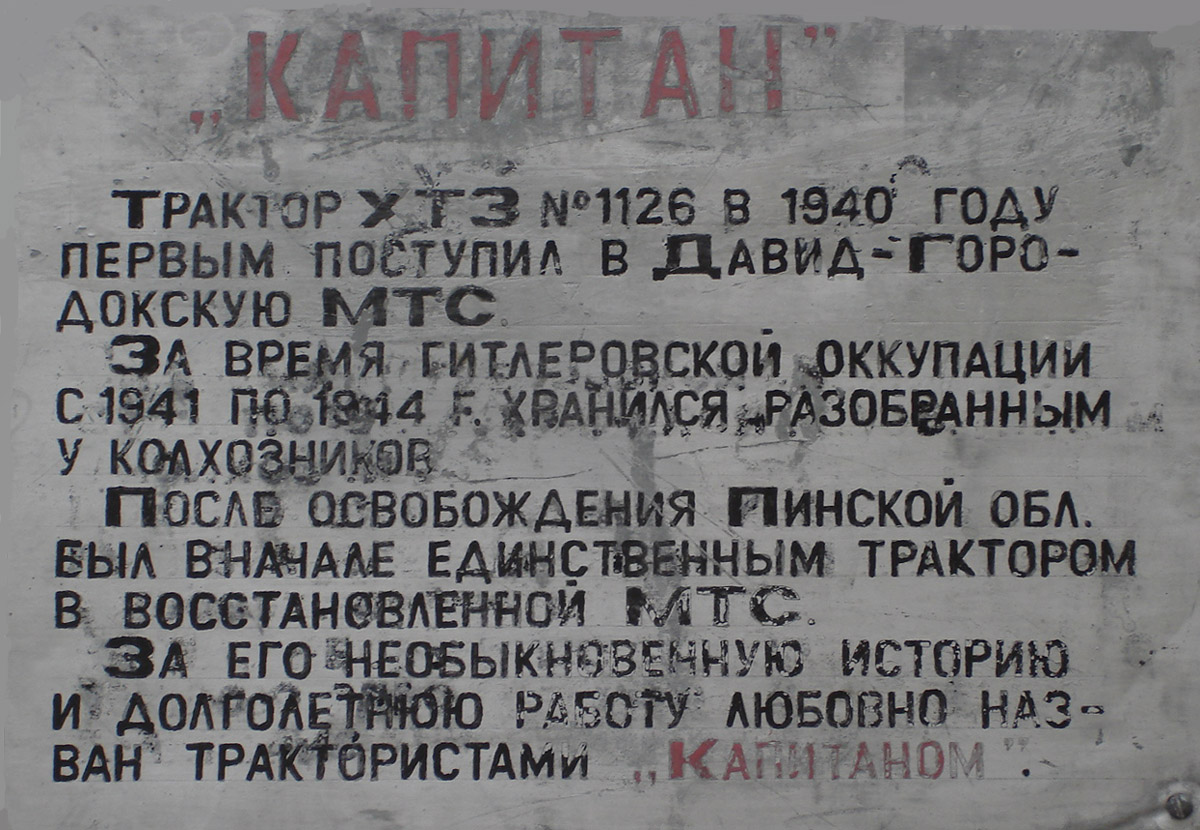
Памятная табличка

### Скульптура пинчука
К 920-летию Пинска в историческом центре установлена скульптура пинчука. Автор художественной композиции брестчанин Алексей Павлючук. Она представляет собой собирательный образ пинчанина, внешний вид которого описан в книге Николая Лескова «Из одного дорожного дневника». Надпись «Па-першае, я з Пiнска…» красуется у ног бронзового пинчука.

### Утраченные достопримечательности
- Часовня Святого Георгия (нач. XX в.)
- Часовня Богоматери Скорбящей (1820)
- Костел Пресвятой Девы Марии (1635)
- Костёл Святого Доминика (1787)
- Монастырь бернардинцев (XVIII в.)
- Монастырь кармелитов (1734)
- Монастырь мариавиток (XVIII в.)
- Монастырь доминиканцев
- Монастырь и церковь Явления Господня (1596)
- Большая синагога (1506)
- Церковь Святого Феодора (XII в.)
- Церковь Святого Николая Чудотворца (1823)
- Дмитриевский кафедральный собор (существовал до 1648 г.)
- Афанасьевская деревянная церковь (сгорела в 1654 г.)
- Никольская церковь (существовала на старом рынке в 16 в.)
- Спасская церковь
- Семёновская церковь
- Михайловская церковь
- Сиепановская церковь
- Лещинский Успенский Монастырь (сгорел в 1905 г. от удара молнии)
- Замок Вишневецких (разрушен войсками Карла XII в 1706 г)
- Собор Святого Станислава (иезуитский костёл, взорван в августе 1953 г.)
- Могила Мендовга (погребальный курган, предположительно 13 века, разрыт строителями в 1955 г.)

## Пинский клад
Пинский клад, найденный в 1804 году в Пинске, состоит из 20 золотых монет. 12 русских златников и византийских солидов сданы в Эрмитаж, судьба остальных неизвестна. Из 11 златников, зарегистрированных до настоящего времени, 6 происходят из пинского клада.

## Спорт

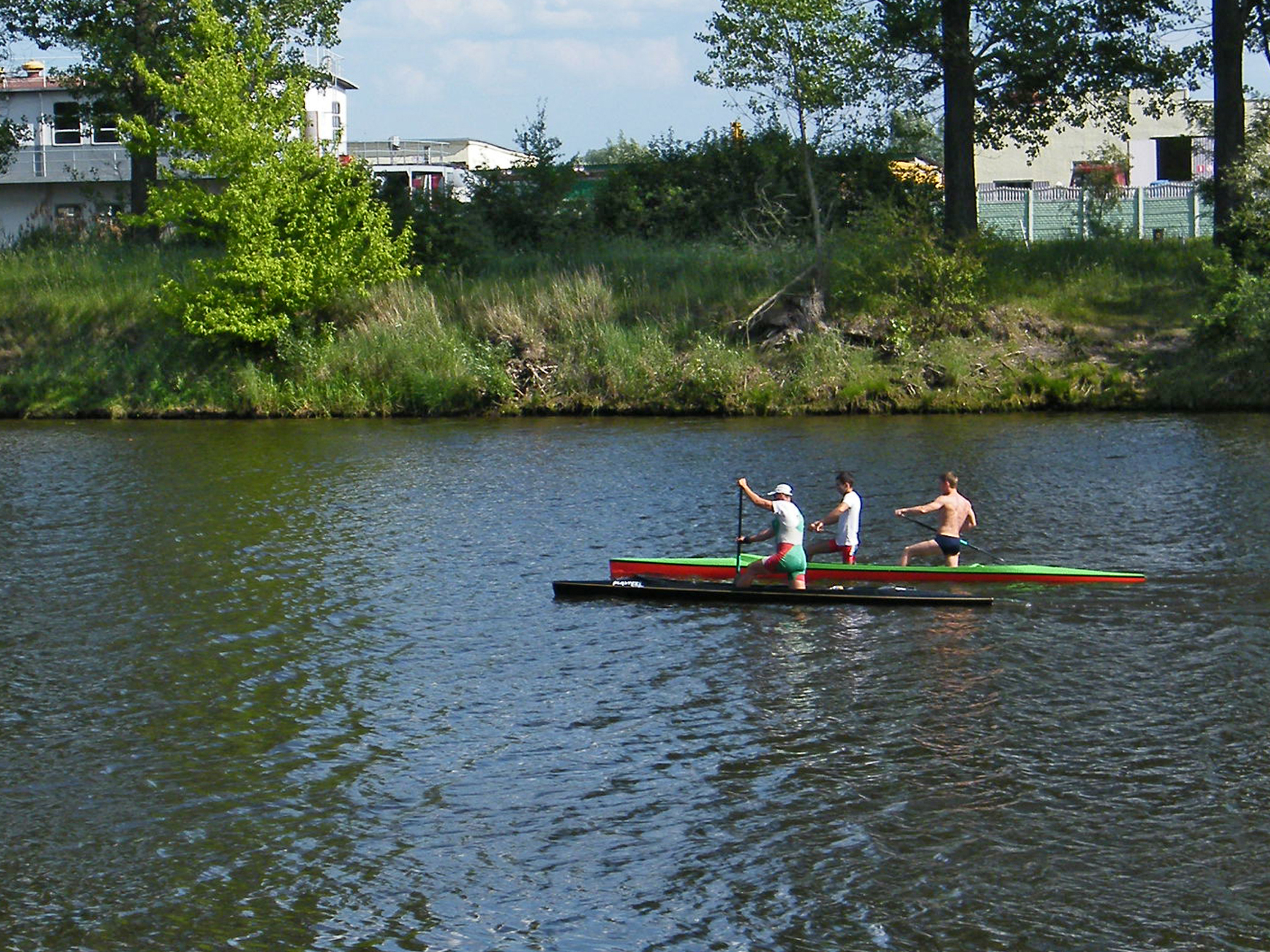
Тренировка гребцов

В Пинске размещается специализированная детско-юношеская школа олимпийского резерва по гребным видам спорта, воспитанники которой — бронзовые призёрки Олимпийских игр 1996 года Тамара Давыденко и Ярослава Павлович. Три чемпионата Европы по мотоболу принимал за последние полтора десятилетия спортивный комплекс БелОСТО.
По состоянию на 2003 год в городе насчитывалось 128 спортивных сооружений, в том числе 3 стадиона с трибунами, 50 спортивных залов, 2 бассейна, 11 мини-бассейнов, 38 приспособленных помещений. В спортивных школах города занимаются около 30 тыс. юных спортсменов по 15 видам спорта.
Пинск — один из лучших спортивных городов Беларуси, в 2009 году занял 2 место в этой номинации.
- Специализированная детско-юношеская школа олимпийского резерва по гребным видам спорта (воспитанницы — бронзовые призёрки Олимпийских игр 1996 года Тамара Давыденко и Ярослава Павлович);
- Спортивный комплекс БелОСТО (три чемпионата Европы по мотоболу);
- Шахматно-шашечный клуб;
- Теннисный корт, футбольное поле, беговые дорожки, бассейны, ледовый дворец.

### Спортивный комплекс «Волна»
Универсальный спортивный комплекс «Волна», разместившийся на площади 32 740 квадратных метров, объединяет в себе футбольный стадион с трибунами, медико-восстановительный центр, ледовую арену, бассейны и универсальный спортивный зал. Одновременно посещать его могут более 5000 человек. Спортивное сооружение представляет собой 2—3-этажный комплекс из объёмов различных форм и размеров. Спортивная база соответствует мировым стандартам, по которым проводятся соревнования национального и международного уровня. Ледовая арена «Волны» введена в эксплуатацию 29 декабря 2007 года. Ширина ледового покрытия — 29 м, длина — 60 м. Общая площадь — 8450 м², количество зрителей — свыше 600 человек.

### Футбольный клуб Волна-Пинск
В городе есть собственный футбольный клуб «Волна» (основан в 1987 году, назывался «Коммунальник» (1989—1996), «Пинск-900» (1997—2005)). Домашние игры проводит на стадионе «Волна» (вместимость 3100 мест). Серебряный призёр чемпионата Беларуси в первой лиге, а также четырёхкратный бронзовый призёр чемпионата Беларуси. За 18 сезонов, проведённых в чемпионатах и кубках Беларуси, «Волна» сыграла 497 матчей: 238 побед, 94 ничьи, 165 поражений, разница мячей 806:597 (по состоянию на 1 января 2009 года).

### Мотобольный клуб «Автомобилист»
Самый титулованный клуб Беларуси. Команда основана в 1979 году. Семнадцатикратный чемпион Беларуси, шестикратный серебряный призёр. 16 раз становился обладателем Кубка Беларуси, серебряный призёр чемпионата Восточно—Европейской лиги 2007 года. Бронзовый призёр 2006 года.

## Вооружённые силы
В Пинске располагается воинская часть 1235. В 1919—1939 годах в городе располагалась речная флотилия военно-морских сил Польши.

## В филателии и нумизматике
- 24 сентября 1996 года выпущена в обращение почтовая марка «Костёл францисканцев в Пинске, XVI—XVII вв.»[76].
- 13 сентября 1997 года выпущена в обращение почтовая марка «Пинск. Иезуитский коллегиум XVII века. К 900-летию города»[77].
- 22 января 2007 года выпущена в обращение почтовая марка «Герб Пинска» из серии «Гербы городов Беларуси»[78].
- 14 мая 2010 года выпущен обращение конверт с оригинальной маркой «500 лет со времени постройки монастыря францисканцев в Пинске»[79].
- 11 января 2019 года Министерство связи и информатизации Республики Беларусь выпустило в обращение конверт с оригинальной маркой «Пинск — культурная столица Беларуси 2019 г.»[80].

## В топонимике
- Улица Пинская — в Пинске, Иваново (Ивановский район), Столине, Лунинце, Ганцевичах, Гомеле, Могилёве, Минске, Давид-Городке, Телеханах (Ивацевичский район), Хотыничи (Ганцевичский район) и других населённых пунктах.

## СМИ
В Пинске существует два местных телеканала.
Также в настоящее время в городе выходят пять изданий.
На территории города вещание осуществляют более 10 радиостанций. Существует и местная радиостанция, которая носит название «Своё радио».

## Международное сотрудничество

### Города-побратимы
- Тернополь (Украина)
- Альтена (Германия)
- Добрич (Болгария)
- Ченстохова (Польша)
- Истра (Россия)
- Балахна (Россия)
- Красногвардейский и Петроградский район Санкт-Петербурга (Россия)
- Домодедово (Россия)
- Таганрог (Россия)

## Известные личности
Уроженцы Пинска
- Саймон Смит Кузнец — американский экономист, статистик, демограф и историк экономики, лауреат Нобелевской премии по экономике;
- Моше Коль — в течение 11 лет министр туризма Израиля. Его подпись стоит под Декларацией независимости Израиля;
- Семён Абрамович Фурман — советский шахматный тренер, гроссмейстер; тренер Анатолия Карпова. Заслуженный тренер СССР.

Выпускники Пинской гимназии
- Хаим Вейцман — первый президент государства Израиль;
- Исаак Юльевич Шёнберг — инженер-электронщик, известен своим вкладом в развитие телевидения;
- Иван Владиславович Жолтовский — академик архитектуры, крупнейший представитель неоклассицизма в Европе.

Жители Пинска
Долгое время в Пинске в доме своих бабушки и дедушки жила Голда Меир — премьер-министр Израиля, министр внутренних дел Израиля, министр иностранных дел Израиля, министр труда и социального обеспечения Израиля.